# Lista de chefes de Estado e de governo assassinados
Esta é uma lista cronológica de mortes de chefes de Estado e chefes de governo notáveis que resultaram de assassinato ou execução.
Esta lista considera apenas os chefes de Estado e de governo em exercício do cargo.

## Lista
| Vítima                                         | Título                                              | Data                                              | Local                              | País                                                   | Assassino, entidade ou evento | Ref.                 |
| ---------------------------------------------- | --------------------------------------------------- | ------------------------------------------------- | ---------------------------------- | ------------------------------------------------------ | --- | -------------------- |
| Rimus da Acádia                                | Rei da Acádia                                       | 2270 a.C.                                         |                                    | Império Acádio                                         | Seus cortesãos | [ 1 ]                |
| Ashur-nadin-apli                               | Rei da Assíria                                      | 1194 a.C.                                         |                                    | Médio Império Assírio                                  | Ashur-nirari III | [ 2 ]                |
| Simbar-shipak                                  | Rei da Babilônia                                    | 1008 a.C.                                         |                                    | Babilônia                                              | Ea-mukin-zeri | [ 3 ]                |
| Ea-mukin-zeri                                  | Rei da Babilônia                                    | 1008 a.C.                                         |                                    | Babilônia                                              | Kashshu-nadin-ahi | [ 4 ]                |
| Kashshu-nadin-ahi                              | Rei da Babilônia                                    | 1005 a.C.                                         |                                    | Babilônia                                              | Eulmash-shakin-shumi | [ 5 ]                |
| Tito Tácio                                     | Rei dos Sabinos                                     | 748 a.C.                                          | Roma                               | Reino de Roma                                          | Rômulo | [ 6 ]                |
| Assurnirari V                                  | Rei da Assíria                                      | 745 a.C.                                          |                                    | Império Neoassírio                                     | Tiglate-Pileser III | [ 7 ]                |
| Nabu-nadin-zeri                                | Rei da Babilônia                                    | 732 a.C.                                          |                                    | Babilônia                                              | Morto em uma insurreição por Nabu-suma-ukin II.                                                                                    | [ 8 ]                |
| Nabu-suma-ukin II                              | Rei da Babilônia                                    | 732 a.C.                                          |                                    | Babilônia                                              | Nabu-mukin-zeri | [ 9 ]                |
| Nabu-mukin-zeri                                | Rei da Babilônia                                    | 729 a.C.                                          | Babilónia                          | Babilônia                                              | Morto durante a conquista assíria da Babilônia por Tiglate-Pileser III.                                                            | [ 10 ]               |
| Salmanaser V                                   | Rei da Assíria                                      | 722 a.C.                                          |                                    | Império Neoassírio                                     | Sargão II | [ 11 ]               |
| Mushezib-Marduk                                | Rei da Babilônia                                    | 689 a.C.                                          | Babilónia                          | Império Neoassírio                                     | Assassinado durante o saque de Senaqueribe da Babilônia.                                                                           |                      |
| Senaqueribe                                    | Rei da Assíria                                      | 681 a.C.                                          | Nínive                             | Império Neoassírio                                     | Adrameleque | [ 12 ]               |
| Tarquínio Prisco                               | Rei de Roma                                         | 579 a.C.                                          | Roma                               | Reino de Roma                                          | Os filhos de Anco Márcio |                      |
| Labasi-Marduque                                | Rei da Babilônia                                    | 556 a.C.                                          |                                    | Império Neobabilônico                                  | Nabonido e Belsazar, em conjunto com os nobres da corte.                                                                           | [ 13 ]               |
| Fálaris                                        | Tirano de Agrigento                                 | 554 a.C.                                          | Agrigento                          | Acragas                                                | Telêmaco |                      |
| Sérvio Túlio                                   | Rei de Roma                                         | 535 a.C.                                          | Roma                               | Reino de Roma                                          | Tarquínio, o Soberbo | [ 14 ]               |
| Hiparco                                        | Tirano de Atenas                                    | 514 a.C.                                          | Atenas                             | Atenas                                                 | Harmódio e Aristógito | [ 15 ]               |
| Xerxes I                                       | Rei dos Reis Aquemênida                             | Agosto de 465 a.C.                                | Pérsia                             | Pérsia Aquemênida                                      | Artabano, comandante da guarda pessoal real                                                                                        | [ 16 ]               |
| Xerxes II                                      | Rei dos Reis Aquemênida                             | 424 a.C.                                          | Persépolis                         | Pérsia Aquemênida                                      | Soguediano, meio-irmão de Xerxes                                                                                                   | [ 17 ]               |
| Soguediano                                     | Rei dos Reis Aquemênida                             | 423 a.C.                                          | Persépolis                         | Pérsia Aquemênida                                      | Dario II, meio-irmão de Soguediano                                                                                                 | [ 17 ]               |
| Dião                                           | Tirano de Siracusa                                  | 354 a.C.                                          | Siracusa                           | Siracusa                                               | Cálipo | [ 18 ]               |
| Cálipo                                         | Tirano de Siracusa                                  | 352 a.C.                                          | Siracusa                           | Siracusa                                               | Léptines II | [ 19 ]               |
| Filipe II                                      | Rei da Macedônia                                    | 30 de outubro de 336 a.C.                         | Aigai                              | Macedónia Antiga                                       | Pausânias de Oréstide (guarda-costas pessoal)                                                                                      | [ 20 ]               |
| Arses                                          | Rei dos Reis Aquemênida                             | 336 a.C.                                          |                                    | Pérsia Aquemênida                                      | Bagoas | [ 21 ]               |
| Seleuco I Nicátor                              | Basileus selêucida                                  | Setembro de 281 a.C.                              | Lysimachia, Trácia                 | Império Selêucida                                      | Ptolemeu Cerauno | [ 22 ]               |
| Antíoco II Teos                                | Basileus selêucida                                  | Julho de 246 a.C.                                 | Anatólia                           | Império Selêucida                                      | Laódice I | [ 23 ]               |
| Lorde Chunshen                                 | Primeiro-ministro de Chu                            | 238 a.C.                                          | Shouchun                           | Chu                                                    | Li Yuan (李園) | [ 24 ]               |
| Seleuco III Cerauno                            | Basileus selêucida                                  | Junho de 223 a.C.                                 | Anatólia                           | Império Selêucida                                      | Membros de seu exército | [ 25 ]               |
| Nábis                                          | Rei de Esparta                                      | 192 a.C.                                          | Esparta                            | Esparta                                                | Liga Etólia | [ 26 ]               |
| Briadrata Máuria                               | Imperador Máuria                                    | 180 a.C.                                          | Pataliputra                        | Império Máuria                                         | Pushyamitra Shunga | [ 27 ]               |
| Seleuco IV Filopátor                           | Basileus selêucida                                  | 3 de setembro de 175 a.C.                         | Celessíria                         | Império Selêucida                                      | Heliodoro | [ 28 ]               |
| Alexandre Balas                                | Basileus selêucida                                  | Agosto de 145 a.C.                                | Rio Afrin                          | Império Selêucida                                      | Zabdiel | [ 29 ]               |
| Antíoco VI Teos Epifânio                       | Basileus selêucida                                  | 142 a.C.                                          | Celessíria                         | Império Selêucida                                      | Diódoto Trifão | [ 30 ]               |
| Hiempsal I                                     | Rei da Numídia                                      | 117 a.C.                                          | Cirta                              | Numídia                                                | Jugurta | [ 31 ] [ 32 ]        |
| Júlio César                                    | Ditador de Roma                                     | 15 de março de 44 a.C.                            | Roma                               | República Romana                                       | Liberatores | [ 33 ]               |
| Calígula                                       | Imperador de Roma                                   | 24 de janeiro de 41                               | Roma                               | Império Romano                                         | Guarda pretoriana | [ 34 ]               |
| Cláudio                                        | Imperador de Roma                                   | 13 de outubro de 54                               | Roma                               | Império Romano                                         | Agripina Menor | [ 35 ] [ 36 ]        |
| Galba                                          | Imperador de Roma                                   | 15 de janeiro de 69                               | Roma                               | Império Romano                                         | Guarda pretoriana sob ordens de Otão                                                                                               | [ 37 ]               |
| Vitélio                                        | Imperador de Roma                                   | 22 de dezembro de 69                              | Roma                               | Império Romano                                         | Assassinado pelas tropas de Vespasiano.                                                                                            | [ 38 ]               |
| Domiciano                                      | Imperador de Roma                                   | 18 de setembro de 96                              | Roma                               | Império Romano                                         | Stefano, mordomo de Júlia Flávia                                                                                                   | [ 39 ]               |
| Cómodo                                         | Imperador de Roma                                   | 31 de dezembro de 192                             | Roma                               | Império Romano                                         | Narciso | [ 40 ] [ 41 ]        |
| Pertinax                                       | Imperador de Roma                                   | 28 de março de 193                                | Roma                               | Império Romano                                         | Guarda pretoriana | [ 42 ]               |
| Dídio Juliano                                  | Imperador de Roma                                   | 1º de junho de 193                                | Roma                               | Império Romano                                         | Guarda pretoriana | [ 43 ]               |
| Geta                                           | Imperador de Roma                                   | 26 de dezembro de 211                             | Roma                               | Império Romano                                         | Centuriões sobr as ordens de Caracala                                                                                              | [ 44 ]               |
| Caracala                                       | Imperador de Roma                                   | 8 de abril de 217                                 | Próximo à Carras                   | Império Romano                                         | Justin Martialis, por instigação de Macrino                                                                                        | [ 45 ]               |
| Macrino e Diadumeniano                         | Co-Imperadores de Roma                              | 8 de junho de 218                                 | Capadócia                          | Império Romano                                         | Forças de Heliogábalo | [ 46 ] [ 47 ] [ 48 ] |
| Heliogábalo                                    | Imperador de Roma                                   | 11 de março de 222                                | Roma                               | Império Romano                                         | Guarda pretoriana sob as ordens de Júlia Mesa e Júlia Ávita Mameia                                                                 | [ 49 ]               |
| Alexandre Severo                               | Imperador de Roma                                   | 19 de março de 235                                | Mainz, Germânia Superior           | Império Romano                                         | Legio XXII Primigenia | [ 50 ]               |
| Maximino Trácio                                | Imperador de Roma                                   | Maio de 238                                       | Aquileia                           | Império Romano                                         | Soldados da Legio II Parthica | [ 51 ]               |
| Pupieno e Balbino                              | Co-Imperadores de Roma                              | 29 de julho de 238                                | Roma                               | Império Romano                                         | Guarda pretoriana |                      |
| Gordiano III                                   | Imperador de Roma                                   | 20 de fevereiro de 244                            | Circesio                           | Império Romano                                         | Seu próprio exército | [ 52 ]               |
| Filipe, o Árabe e Filipe II                    | Co-Imperadores de Roma                              | Setembro de 249                                   | Verona e Roma, respectivamente     | Império Romano                                         | Filipe I foi traído por Décio e morto como resultado da Batalha de Verona, Filipe II foi então assassinado pela Guarda pretoriana. | [ 53 ] [ 54 ]        |
| Volusiano e Treboniano Galo                    | Co-Imperadores de Roma                              | Agosto de 253                                     | Terni                              | Império Romano                                         | Assasssinados por seus próprios centuriões, em favor de Emiliano.                                                                  | [ 55 ]               |
| Emiliano                                       | Imperador de Roma                                   | Setembro de 253                                   | Espoleto                           | Império Romano                                         | Assassinado por suas próprias tropas.                                                                                              | [ 55 ]               |
| Salonino                                       | Imperador de Roma                                   | 260                                               | Colonia Claudia Ara Agrippinensium | Império Romano                                         | Tropas revoltosas, lideradas por Póstumo                                                                                           |                      |
| Galiano                                        | Imperador de Roma                                   | Setembro de 268                                   | Mediolano                          | Império Romano                                         | Aurélio Heracliano | [ 56 ]               |
| Póstumo                                        | Imperador das Gálias                                | 269                                               | Mainz                              | Império das Gálias                                     | Suas próprias tropas | [ 57 ] [ 58 ]        |
| Marco Aurélio Mário                            | Imperador das Gálias                                | Metade de 269                                     | Tréveris                           | Império das Gálias                                     | Vitorino | [ 59 ]               |
| Vitorino                                       | Imperador das Gálias                                | Início de 271                                     | Colonia Claudia Ara Agrippinensium | Império das Gálias                                     | Attitiano, um de seus soldados. | [ 60 ]               |
| Aureliano                                      | Imperador de Roma                                   | 25 de setembro de 275                             | Çorlu                              | Império Romano                                         | Mucapor e membros da Guarda pretoriana                                                                                             |                      |
| Floriano                                       | Imperador de Roma                                   | Setembro de 276                                   | Tarso                              | Império Romano                                         | Centuriões | [ 61 ]               |
| Probo                                          | Imperador de Roma                                   | Setembro de 282                                   | Sirmio                             | Império Romano                                         | Seus próprios soldados | [ 62 ]               |
| Numeriano                                      | Imperador de Roma                                   | 20 de novembro de 284                             | Homs                               | Império Romano                                         | Lucius Flavius Aper | [ 63 ]               |
| Carino                                         | Imperador de Roma                                   | Julho de 285                                      | Rio Margus, Mésia                  | Império Romano                                         | Tito Cláudio Aurélio Aristóbulo | [ 64 ]               |
| Caráusio                                       | Imperador da Britânia                               | 293                                               |                                    | Britânia                                               | Aleto | [ 65 ]               |
| Bunseo                                         | Rei de Baekje                                       | 304                                               | Comandaria de Lelang               | Baekje                                                 | Hwang-Chang-Lang |                      |
| Constante I                                    | Imperador de Roma                                   | Fevereiro de 350                                  | Elne, Gália                        | Império Romano                                         | Magnêncio | [ 66 ]               |
| Graciano                                       | Imperador de Roma                                   | 25 de agosto de 383                               | Lyon                               | Império Romano                                         | Andragatio | [ 67 ] [ 68 ]        |
| Magno Máximo                                   | Imperador de Roma                                   | 28 de agosto de 388                               | Aquileia                           | Império Romano                                         | Teodósio | [ 69 ] [ 70 ]        |
| Flávio Vítor                                   | Imperador de Roma                                   | 28 de agosto de 388                               | Trier                              | Império Romano                                         | Arbogasto |                      |
| Valentiniano II                                | Imperador de Roma                                   | 15 de maio de 392                                 | Vienne                             | Império Romano                                         | Arbogasto | [ 71 ]               |
| Eugénio                                        | Imperador romano do Ocidente                        | 6 de setembro de 394                              | Rio Frígido                        | Império Romano do Ocidente                             | Teodósio | [ 72 ]               |
| Constantino III e Constante II                 | Co-Imperadores romanos do Ocidente                  | c. 18 de setembro de 411                          | Ravena e Vienne, respectivamente   | Império Romano do Ocidente                             | Constâncio III e Gerôncio, respectivamente                                                                                         | [ 73 ] [ 74 ]        |
| João                                           | Imperador romano do Ocidente                        | Junho de 425                                      | Aquileia                           | Império Romano do Ocidente                             | Ardabúrio | [ 75 ]               |
| Valentiniano III                               | Imperador romano do Ocidente                        | 16 de março de 455                                | Roma                               | Império Romano do Ocidente                             | Seguidores de Flávio Aécio | [ 76 ]               |
| Anko                                           | Imperador do Japão                                  | 456                                               |                                    | Japão Kofun                                            | Mayowa no Ōkimi | [ 77 ]               |
| Majoriano                                      | Imperador romano do Ocidente                        | 7 de agosto de 461                                | Tortona                            | Império Romano do Ocidente                             | Ricímero | [ 78 ]               |
| Líbio Severo                                   | Imperador romano do Ocidente                        | 15 de agosto de 465                               | Roma                               | Império Romano do Ocidente                             | Ricímero | [ 79 ]               |
| Antêmio                                        | Imperador romano do Ocidente                        | 11 de julho de 472                                | Roma                               | Império Romano do Ocidente                             | Ricímero | [ 80 ] [ 81 ]        |
| Júlio Nepos                                    | Imperador romano do Ocidente                        | 22 de junho de 480                                | Salona                             | Império Romano do Ocidente                             | Dois retentores por iniciativa de Glicério                                                                                         | [ 82 ]               |
| Odoacro                                        | Rei da Itália                                       | 15 de março de 493                                | Ravena                             | Reino da Itália                                        | Teodorico, o Grande | [ 83 ] [ 84 ]        |
| Barã Chobin                                    | Xá Sassânida                                        | 591                                               | Fergana                            | Grão-Canato Turco Ocidental                            | Assassinado sob ordem de Cosroes II.                                                                                               | [ 85 ]               |
| Sushun                                         | Imperador do Japão                                  | 592                                               |                                    | Japão Asuka                                            | Yamato no Aya no Ataikoma, sob as ordens de Soga no Umako                                                                          |                      |
| Maurício                                       | Imperador dos Romanos                               | 22 de novembro de 602                             | Calcedônia                         | Império Bizantino                                      | Derrubado e executado por Focas |                      |
| Focas                                          | Imperador dos Romanos                               | 4 de outubro de 610                               | Constantinopla                     | Império Bizantino                                      | Derrubado e executado por Heráclio                                                                                                 |                      |
| Sui Yangdi                                     | Imperador da China                                  | 11 de abril de 618                                | Danyang (Jiangsu)                  | China Sui                                              | Yuwen Huaji e outros oficiais em um golpe                                                                                          |                      |
| Omar                                           | Califa do Califado Ortodoxo                         | 3 de novembro de 644                              | Medina, Arábia                     | Califado Ortodoxo                                      | Abu Lulu |                      |
| Otomão                                         | Califa do Califado Ortodoxo                         | 17 de junho de 656                                | Medina, Arábia                     | Califado Ortodoxo                                      | Rebeldes egípcios |                      |
| Ali                                            | Califa do Califado Ortodoxo                         | 29 de janeiro de 661                              | Cufa                               | Califado Ortodoxo                                      | Abderramão ibne Muljame |                      |
| Constante II                                   | Imperador dos Romanos                               | 15 de setembro de 668                             | Siracusa                           | Império Bizantino                                      | Assassinado por um atendente durante o banho.                                                                                      | [ 86 ]               |
| Tibério III                                    | Imperador dos Romanos                               | Fevereiro de 706                                  | Constantinopla                     | Império Bizantino                                      | Executado por Justiniano II |                      |
| Justiniano II                                  | Imperador dos Romanos                               | Dezembro de 711                                   | Constantinopla                     | Império Bizantino                                      | Derrubado e executado em uma revolta militar liderada por Filípico                                                                 |                      |
| Wu Yuanheng                                    | Chanceler da Dinastia Tang                          | 13 de julho de 815                                | Chang'an                           | China Tang                                             | Assassinos enviados por Li Shidao                                                                                                  |                      |
| Leão V, o Armênio                              | Imperador dos Romanos                               | 24 de dezembro de 820                             | Constantinopla                     | Império Bizantino                                      | Assassinado como parte de uma conspiração em apoio ao preso Miguel II, o Amoriano                                                  | [ 87 ]               |
| Miguel III                                     | Imperador dos Romanos                               | 23 de setembro de 867                             | Constantinopla                     | Império Bizantino                                      | Basílio I, o Macedónio |                      |
| João VIII                                      | Papa                                                | 16 de dezembro de 882                             | Roma                               | Estados Papais                                         | Clérigos | [ 88 ]               |
| Venceslau I                                    | Duque da Boêmia                                     | 28 de setembro de 935                             | Brandýs nad Labem-Stará Boleslav   | Ducado da Boêmia                                       | Boleslau I |                      |
| Edmundo I                                      | Rei dos Ingleses                                    | 26 de maio de 946                                 | Pucklechurch, Gloucestershire      | Inglaterra                                             | Leofa, um fora da lei condenado |                      |
| Nicéforo II Focas                              | Emperor of the Romans                               | 11 de dezembro de 969                             | Constantinopla                     | Império Bizantino                                      | João I Tzimisces |                      |
| Eduardo, o Mártir                              | Rei dos Ingleses                                    | 18 de março de 978                                | Wareham (Dorset)                   | Inglaterra                                             | Elfrida |                      |
| Kenneth II                                     | Rei de Alba                                         | 995                                               | Fettercairn                        | Escócia                                                | Finella |                      |
| Brian Boru                                     | Alto-rei da Irlanda                                 | 23 de abril de 1014                               | Clontarf (Dublin)                  | Irlanda                                                | Brodir e Ospak of Man |                      |
| Bonifácio III                                  | Marquês da Toscana                                  | 6 de maio de 1052                                 | Rio Oglio                          | Marca de Toscana                                       | Scarpetta Carnevari |                      |
| Alparslano                                     | Sultão do Império Seljúcida                         | 25 de novembro de 1072                            | Corásmia                           | Império Seljúcida                                      | Yussuf al-Kharezmi |                      |
| Nizã Almulque                                  | Vizir do Império Seljúcida                          | 14 de outubro de 1092                             | Niavende                           | Império Seljúcida                                      | Ordem dos Assassinos |                      |
| Conrado                                        | Bispo de Utreque                                    | 14 de abril de 1099                               | Utreque                            | Utreque                                                | Um frísio |                      |
| Guilherme II                                   | Rei da Inglaterra                                   | 2 de agosto de 1100                               | New Forest                         | Inglaterra                                             | Henrique I |                      |
| Lavendálio                                     | Vizir do Califado Fatímida                          | 11 de dezembro de 1121                            |                                    | Califado Fatímida                                      | Ordem dos Assassinos |                      |
| Carlos I                                       | Conde da Flandres                                   | 2 de março de 1127                                | Bruges                             | Flandres                                               | Um grupo de cavaleiros respondendo à família Erembald                                                                              |                      |
| Alamir Biacamilá                               | Califa do Califado Fatímida                         | 7 de outubro de 1130                              | Cairo                              | Califado Fatímida                                      | Ordem dos Assassinos |                      |
| Almostarxide                                   | Califa da Califado Abássida                         | 29 de agosto de 1135                              | Hamadã                             | Califado Abássida                                      | Ordem dos Assassinos |                      |
| Haroldo IV                                     | Rei da Noruega                                      | 14 de dezembro de 1136                            | Bergen                             | Noruega                                                | Sigurd Slembe |                      |
| Érico II                                       | Rei da Dinamarca                                    | 18 de setembro de 1137                            | Urnohoved                          | Dinamarca                                              | Assassinado por Sorte Plov durante uma Ting                                                                                        | [ 89 ]               |
| Arraxide                                       | Califa do Califado Abássida                         | 6 de junho de 1138                                | Isfahan                            | Califado Abássida                                      | Ordem dos Assassinos |                      |
| Zengui                                         | Emir dos Zênguidas                                  | 14 de setembro de 1146                            | Qal'at Ja'bar                      | Império Seljúcida                                      | Yarankash |                      |
| Raimundo II                                    | Conde de Trípoli                                    | 1152                                              | Trípoli                            | Condado de Trípoli                                     | Ordem dos Assassinos |                      |
| Suérquero I                                    | Rei da Suécia                                       | 25 de dezembro de 1156                            | Alvastra                           | Suécia                                                 | Um servidor de confiança |                      |
| Canuto V                                       | Rei Triarquial da Dinamarca                         | 9 de agosto de 1157                               | Roskilde                           | Dinamarca                                              | Morto sob o banho de sangue de Roskilde                                                                                            | [ 90 ]               |
| Érico IX                                       | Rei da Suécia                                       | 18 de maio de 1160                                | Uppsala                            | Suécia                                                 | Magno II |                      |
| Carlos VII                                     | Rei da Suécia                                       | 12 de abril de 1167                               | Visingsö                           | Suécia                                                 | Apoiadores de Knut Eriksson |                      |
| Alaungsithu                                    | Rei de Pagan                                        | 1167                                              | Templo Shwegugyi                   | Reino de Pagan                                         | Narathu, seu filho |                      |
| Andrônico I Comneno                            | Imperador dos Romanos                               | 11 de setembro de 1185                            | Constantinopla                     | Império Bizantino                                      | Linchado por uma revolta popular instigada por Isaque Ângelo                                                                       |                      |
| Conchobar Maenmaige Ua Conchobair              | Rei de Connacht                                     | 1189                                              | Clanconway                         | Reino de Connacht                                      | Assassinos instigados por Conchobar ua nDiarmata                                                                                   |                      |
| Conrado de Monferrato                          | Rei de Jerusalém                                    | 28 de abril de 1192                               | Acre                               | Reino de Jerusalém                                     | Ordem dos Assassinos |                      |
| João Asen I                                    | Tsar da Bulgária                                    | 1196                                              | Tarnovo                            | Império Búlgaro                                        | Ibanco |                      |
| Pedro II                                       | Tsar da Bulgária                                    | 1197                                              | Preslava                           | Império Búlgaro                                        | Desconhecido, possivelmente em um motim ou como resultado de uma conspiração.                                                      |                      |
| Aleixo IV Ângelo                               | Imperador dos Romanos                               | 8 de fevereiro de 1204                            | Constantinopla                     | Império Bizantino                                      | Deposto e executado por Aleixo V Ducas                                                                                             |                      |
| Aleixo V Ducas                                 | Imperador dos Romanos                               | Dezembro de 1204                                  | Constantinopla                     | Império Bizantino                                      | Executado pelos participantes da Quarta Cruzada                                                                                    |                      |
| Balduíno I                                     | Imperador dos Romanos                               | 1205                                              | Tarnovo                            | Império Latino                                         | Joanitzes, Tsar da Bulgária |                      |
| Bonifácio de Monferrato                        | Rei de Tessalônica e Marquês de Monferrato          | 4 de setembro de 1207                             | Trácia                             | Monferrato & Tessalônica                               | Assassinado por camponeses búlgaros, que se acredita estarem agindo sob as ordens de Joanitzes                                     |                      |
| Joanitzes                                      | Tsar da Bulgária                                    | Outubro de 1207                                   | Tessalônica                        | Império Búlgaro                                        | Desconhecido, acredita-se que seja Manastras, o capitão de seus mercenários                                                        |                      |
| Han Tuozhou                                    | Grão-chanceler da Dinastia Song                     | 1207                                              | Hangzhou                           | Dinastia Song                                          | Shi Miyuan |                      |
| Filipe da Suábia                               | Rei da Alemanha                                     | 21 de junho de 1208                               | Bamberga, Francônia                | Reino da Germânia                                      | Otão VIII, Conde Palatino da Baviera                                                                                               |                      |
| Csépán Győr                                    | Palatino da Hungria                                 | 1209                                              |                                    | Hungria                                                | Tiba Tomaj |                      |
| Minamoto no Sanetomo                           | Shōgun                                              | 13 de fevereiro de 1219                           | Tsurugaoka Hachiman-gū             | Xogunato Kamakura                                      | Kugyō |                      |
| Érico IV                                       | Rei da Dinamarca                                    | 10 de agosto de 1250                              | Castelo de Gottorf                 | Dinamarca                                              | Abel da Dinamarca |                      |
| Miguel II Asen                                 | Tsar da Bulgária                                    | 1256                                              | Tarnovo                            | Império Búlgaro                                        | Colomano Asen |                      |
| Colomano Asen II                               | Tsar da Bulgária                                    | 1256                                              | Tarnovo                            | Império Búlgaro                                        | Seus co-conspiradores do assassinato de Miguel II                                                                                  |                      |
| Cutuz                                          | Sultão do Egito                                     | 24 de outubro de 1260                             | ar                                 | Sultanato Mameluco                                     | Baibars |                      |
| Érico V                                        | Rei da Dinamarca                                    | 22 de novembro de 1286                            | Finderup, Viburgo                  | Dinamarca                                              | Desconhecido, considerado uma conspiração de nobres dinamarqueses                                                                  |                      |
| Ladislau IV                                    | Rei da Hungria                                      | 10 de julho de 1290                               | Körösszeg                          | Hungria                                                | Três cumanos, chamados Árbóc, Törtel e Kemence                                                                                     |                      |
| Przemysł II                                    | Rei da Polônia                                      | 8 de fevereiro de 1296                            | Rogoźno                            | Reino da Polônia                                       | Assassinos de Brandemburgo |                      |
| Florêncio V                                    | Conde da Holanda                                    | 27 de junho de 1296                               | Muiderberg                         | Holanda                                                | Gerard van Velsen |                      |
| Tzacas                                         | Tsar da Bulgária                                    | 1300                                              | Tarnovo                            | Império Búlgaro                                        | Teodoro Esfendóstlabo |                      |
| Venceslau III                                  | Rei da Boêmia                                       | 4 de agosto de 1306                               | Olomouc                            | Boêmia                                                 | Assassino não identificado |                      |
| Alberto I                                      | Rei dos Romanos                                     | 1 de maio de 1308                                 | Windisch                           | Áustria Anterior                                       | João Parricida |                      |
| Gegeen Khan                                    | Imperador da Dinastia Yuan                          | 4 de setembro de 1323                             | Nanpo                              | Dinastia Yuan                                          | Tegshi |                      |
| Iagui Basti                                    | Governante de Xiraz                                 | 1344                                              | Tabriz                             | Reino Chupânida                                        | Malek Ashraf |                      |
| Haidar Qassāb                                  | Chefe dos Sarbadaros                                | 1356                                              |                                    | Estado Sarbadar                                        | Assassinado por um escravo turco.                                                                                                  |                      |
| Pedro, o Cruel                                 | Rei de Castela                                      | 23 de março de 1369                               | Montiel                            | Toledo                                                 | Henrique II |                      |
| Murade I                                       | Sultão do Império Otomano                           | 28 de junho de 1389                               | Campo de Kosovo                    | Sérvia ( Branković)                                    | Lazar Hrebeljanović |                      |
| Luís I                                         | Duque de Orleães                                    | 23 de novembro de 1407                            | Le Marais                          | Orleães                                                | 15 assassinos mascarados sob as ordens de João, Duque da Borgonha                                                                  |                      |
| Gian Maria Visconti                            | Duque de Milão                                      | 16 de maio de 1412                                | Milão                              | Milão                                                  | Guelfos e gibelinos |                      |
| João, Duque da Borgonha                        | Duque da Borgonha                                   | 10 de setembro de 1419                            | Montereau-Fault-Yonne              | Borgonha                                               | Tanneguy du Châtel |                      |
| Ashikaga Yoshinori                             | Xogum                                               | 12 de julho de 1441                               | Japão Muromachi                    | Xogunato Ashikaga                                      | Akamatsu Mitsusuke |                      |
| Henrique VI                                    | Rei da Inglaterra                                   | 21 de maio de 1471                                | Torre de Londres                   | Inglaterra                                             | Eduardo IV |                      |
| Juliano de Médici                              | Lorde de Florença                                   | 26 de abril de 1478                               | Catedral de Florença               | Florença                                               | Francesco de' Pazzi |                      |
| Jaime III                                      | Rei da Escócia                                      | 11 de junho de 1488                               | Sauchieburn                        | Escócia                                                | Rebeldes, liderados por Jaime IV                                                                                                   |                      |
| Ahmad Shah de Malaca                           | Sultão de Malaca                                    | 1513                                              | Ilhas Riau                         | Sultanato de Malaca                                    | Mahmud Shah de Malaca |                      |
| Alexandre de Médici                            | Lorde de Florença                                   | 6 de janeiro de 1537                              | Florença                           | Florença                                               | Lorenzino de' Medici |                      |
| Francisco Pizarro                              | Governador de Nova Castela                          | 26 de junho de 1541                               | Lima                               | Nova Castela espanhola                                 | Diego de Almagro, o Moço |                      |
| Worawongsathirat                               | Rei de Sião                                         | 11 de novembro de 1548                            | Lopburi                            | Reino de Aiutaia                                       | Maha Thammaracha |                      |
| Tabinshwehti                                   | Rei da Birmânia                                     | 30 de abril de 1550                               | Pantanaw                           | Dinastia Taungû                                        | Smim Sawhtut |                      |
| Ashikaga Yoshiteru                             | Xogum                                               | 17 de junho de 1565                               | Castelo de Nijō                    | Xogunato Ashikaga                                      | Miyoshi Yoshitsugu |                      |
| Érico XIV                                      | Rei da Suécia                                       | 26 de fevereiro de 1577                           | Castelo de Örbyhus                 | Suécia                                                 | Guardas o envenenaram por ordem de João III                                                                                        |                      |
| Sokollu Mehmet Paxá                            | Grão-vizir do Império Otomano                       | 11 de outubro de 1579                             | Istambul                           | Império Otomano                                        | Ordem dos Assassinos |                      |
| Guilherme I, Príncipe de Orange                | Estatuder da Holanda, Zelândia, Utreque e Frísia    | 10 de julho de 1584                               | Delft                              | República das Sete Províncias Unidas dos Países Baixos | Balthasar Gérard |                      |
| Henrique III                                   | Rei da França                                       | 1 de agosto de 1589                               | Saint-Cloud                        | França                                                 | Jacques Clément |                      |
| Miguel, o Valente                              | Príncipe da Valáquia                                | 9 de agosto de 1601                               | Turda                              | Valáquia                                               | Giorgio Basta |                      |
| Abu'l-Fazl ibn Mubarak                         | Grão-vizir do Império Mogol                         | 12 de agosto de 1602                              | Decão                              | Império Mogol                                          | Vir Singh Deo |                      |
| Henrique IV                                    | Rei da França                                       | 14 de maio de 1610                                | Paris                              | França                                                 | François Ravaillac |                      |
| Concino Concini                                | Ministro-chefe da França                            | 24 de abril de 1617                               | Paris                              | França                                                 | Guardas sob as ordens de Luís XIII                                                                                                 |                      |
| Osmã II                                        | Sultão do Império Otomano                           | 20 de maio de 1622                                | Fortaleza de Yedikule, Istambul    | Império Otomano                                        | Janízaros |                      |
| Anaukpetlun                                    | Rei da Birmânia                                     | 9 de julho de 1628                                | Pegu                               | Dinastia Taungû                                        | Minyedeippa, seu filho |                      |
| Carlos I                                       | Rei da Inglaterra                                   | 30 de janeiro de 1649                             | Londres                            | Inglaterra                                             | Parlamento alcatra |                      |
| Mamude II de Jor                               | Sultão de Jor                                       | 3 de setembro de 1699                             | Kota Tinggi, Jor                   | Sultanato de Jor                                       | Megat Sri Rama |                      |
| Daniel Parke                                   | Governador das Ilhas de Sotavento                   | 7 de dezembro de 1710                             | Antígua                            | Ilhas de Sotavento Britânicas                          | Multidão enfurecida |                      |
| Fernando Manuel de Bustillo Bustamante y Rueda | Governador-geral das Filipinas                      | 11 de outubro de 1719                             | Palácio do Governador, Manila      | Filipinas espanhola                                    | Francisco de la Cuesta |                      |
| Nader Xá                                       | Xá do Irã                                           | 20 de junho de 1747                               | Cuchã                              | Pérsia                                                 | Salah Bey |                      |
| Pedro III                                      | Czar da Rússia                                      | 17 de julho de 1762                               | Ropsha                             | Império Russo                                          | Alexei Orlov |                      |
| Gustavo III                                    | Rei da Suécia                                       | 16 de março de 1792 (m. 29 de março de 1792)      | Estocolmo                          | Suécia                                                 | Jacob Johan Anckarström |                      |
| Maomé Cã Cajar                                 | Xá do Irã                                           | 17 de junho de 1797                               | Shusha                             | Império Cajar                                          | Um servo georgiano chamado Sadeq e um criado chamado Khodadad-e Esfahani, ambos deviam ser executados.                             |                      |
| Paulo I                                        | Czar da Rússia                                      | 23 de março de 1801                               | São Petersburgo                    | Rússia                                                 | Peter Ludwig von der Pahlen, Nikita Petrovich Panin, José de Ribas, Vladimir Mikhailovich Yashvil e Nikolay Zubov                  |                      |
| Kirtiman Singh Basnyat                         | Mulkaji do Nepal                                    | 28 de setembro de 1801                            | Catmandu                           | Reino do Nepal                                         | Apoiadores de Raj Rajeshwari Devi                                                                                                  | [ 91 ]               |
| Jean Jacques Dessalines                        | Imperador do Haiti                                  | 17 de outubro de 1806                             | Pont Rouge                         | Haiti                                                  | Desconhecido | [ 92 ]               |
| Spencer Perceval                               | Primeiro-ministro do Reino Unido                    | 11 de maio de 1812                                | Westminster                        | Reino Unido                                            | John Bellingham | [ 93 ]               |
| Shaka Zulu                                     | Rei dos Zulus                                       | 22 de setembro de 1828                            | KwaDukuza                          | Reino Zulu                                             | Dingane e Mhlangana, irmãos mais novos de Shaka                                                                                    |                      |
| Pedro Blanco                                   | Presidente da Bolívia                               | 1 de janeiro de 1829                              | Sucre                              | Bolívia                                                | Desconhecido |                      |
| Ioánnis Kapodístrias                           | Governador do Estado Helênico                       | 9 de outubro de 1831                              | Náuplia                            | Grécia                                                 | Konstantis e Georgios Mavromichalis                                                                                                |                      |
| Felipe Santiago Salaverry                      | Presidente do Peru                                  | 18 de fevereiro de 1836                           | Arequipa                           | Peru                                                   | Andrés de Santa Cruz |                      |
| Mathabarsingh Thapa                            | Primeiro-ministro do Nepal                          | 17 de maio de 1845                                | Catmandu                           | Reino do Nepal                                         | Jung Bahadur Kunwar |                      |
| Fateh Jung Shah                                | Primeiro-ministro do Nepal                          | 14 de setembro de 1846                            | Hanuman Dhoka                      | Reino do Nepal                                         | Jung Bahadur Kunwar e irmãos. |                      |
| João Maria Ferreira do Amaral                  | Governador de Macau                                 | 22 de agosto de 1849                              | Macau                              | Macau português                                        | Sete homens chineses |                      |
| Carlos III                                     | Duque de Parma                                      | 26 de março de 1854                               | Parma                              | Parma                                                  | Desconhecido |                      |
| Danilo I                                       | Príncipe de Montenegro                              | 13 de agosto de 1860                              | Kotor                              | Montenegro                                             | Todor Kadić |                      |
| José Santos Guardiola                          | Presidente de Honduras                              | 11 de janeiro de 1862                             | Comayagua                          | Honduras                                               | Guarda-costas pessoal |                      |
| Barbu Catargiu                                 | Primeiro-ministro da Romênia                        | 20 de junho de 1862                               | Bucareste                          | Romênia                                                | Desconhecido |                      |
| Radama II                                      | Rei de Madagascar                                   | 12 de maio de 1863                                | Rova, Antananarivo                 | Reino de Madagascar                                    | Soldados sob as ordens de Rainivoninahitriniony                                                                                    |                      |
| Abraham Lincoln                                | Presidente dos Estados Unidos                       | 14 de abril de 1865 (m. 15 de abril de 1865)      | Washington, D.C.                   | Estados Unidos                                         | John Wilkes Booth | [ 94 ]               |
| Venancio Flores                                | Presidente do Uruguai                               | 19 de fevereiro de 1868                           | Montevidéu                         | Uruguai                                                | Assaltantes desconhecidos, presumivelmente da facção política Branca                                                               |                      |
| Miguel III                                     | Príncipe da Sérvia                                  | 10 de junho de 1868                               | Belgrado                           | Sérvia                                                 | Pavle Radovanović, Kosta Radovanović                                                                                               |                      |
| Juan Prim y Prats                              | Primeiro-ministro da Espanha                        | 30 de dezembro de 1870                            | Madrid                             | Espanha                                                | Desconhecido |                      |
| Richard Bourke                                 | Governador-geral da Índia                           | 8 de fevereiro de 1872                            | Porto Blair, Ilhas Andamão         | Índia britânica                                        | Sher Ali Afridi |                      |
| José Balta                                     | Presidente do Peru                                  | 22 de julho de 1872                               | Lima                               | Peru                                                   | Tomás Gutiérrez |                      |
| Tomás Gutiérrez                                | Presidente do Peru                                  | 26 de julho de 1872                               | Lima                               | Peru                                                   | Golpe militar |                      |
| Gabriel García Moreno                          | Presidente do Equador                               | 6 de agosto de 1875                               | Quito                              | Equador                                                | Faustino Rayo |                      |
| Juan Bautista Gill                             | Presidente do Paraguai                              | 12 de abril de 1877                               | Villarrica                         | Paraguai                                               | Nicanor Silvano Godoi |                      |
| Alexandre II                                   | Czar da Rússia                                      | 13 de março de 1881                               | São Petersburgo                    | Rússia                                                 | Narodnaia volia | [ 95 ]               |
| James A. Garfield                              | Presidente dos Estados Unidos                       | 2 de julho de 1881 (m. 19 de setembro de 1881)    | Washington, D.C.                   | Estados Unidos                                         | Charles J. Guiteau | [ 96 ]               |
| Ranodip Singh Kunwar                           | Primeiro-ministro do Nepal                          | 22 de novembro de 1885                            | Catmandu                           | Reino do Nepal                                         | Khadga Shumsher, Chandra Shumsher e Dambar Shumsher                                                                                |                      |
| Marie François Sadi Carnot                     | Presidente da França                                | 24 de junho de 1894                               | Lyon                               | França                                                 | Sante Geronimo Caserio |                      |
| Naceradim Xá Cajar                             | Xá da Pérsia                                        | 1 de maio de 1896                                 | Teerã                              | Irã                                                    | Mirza Reza Kermani |                      |
| Antonio Cánovas del Castillo                   | Primeiro-ministro da Espanha                        | 8 de agosto de 1897                               | Mondragón                          | Espanha                                                | Michele Angiolillo |                      |
| Juan Idiarte Borda                             | Presidente do Uruguai                               | 25 de agosto de 1897                              | Montevidéu                         | Uruguai                                                | Avelino Arredondo |                      |
| José María Reina Barrios                       | Presidente da Guatemala                             | 8 de fevereiro de 1898                            | Cidade da Guatemala                | Guatemala                                              | Edgar Zollinger |                      |
| Ulises Heureaux                                | Presidente da República Dominicana                  | 26 de julho de 1899                               | Moca                               | República Dominicana                                   | Ramón Cáceres |                      |
| Humberto I                                     | Rei da Itália                                       | 29 de julho de 1900                               | Monza                              | Itália                                                 | Gaetano Bresci |                      |
| William McKinley                               | Presidente dos Estados Unidos                       | 6 de setembro de 1901 (m. 14 de setembro de 1901) | Buffalo, Nova Iorque               | Estados Unidos                                         | Leon Czolgosz |                      |
| Alexandre I                                    | Rei da Sérvia                                       | 11 de junho de 1903                               | Belgrado                           | Sérvia                                                 | Golpe de Maio |                      |
| Dimitrije Cincar-Marković                      | Primeiro-ministro da Sérvia                         | 11 de junho de 1903                               | Belgrado                           | Sérvia                                                 | Golpe de Maio |                      |
| Nikolay Bobrikov                               | Governador-geral da Finlândia                       | 16 de junho de 1904                               | Helsinque                          | Grão-Ducado da Finlândia                               | Eugen Schauman |                      |
| Xavier Coppolani                               | Governador da Mauritânia                            | 12 de maio de 1905                                | Adrar                              | Mauritânia Francesa                                    | Fraternidade Gudfiyya |                      |
| Dimitar Petkov                                 | Primeiro-ministro da Bulgária                       | 11 de março de 1907                               | Sófia                              | Bulgária                                               | Anarquista |                      |
| Carlos I                                       | Rei de Portugal                                     | 1 de fevereiro de 1908                            | Lisboa                             | Portugal                                               | Alfredo Luís da Costa e Manuel Buíça                                                                                               |                      |
| Ito Hirobumi                                   | Primeiro-Ministro do Japão                          | 26 de outubro de 1909                             | Harbin                             | China Qing                                             | An Jung-geun |                      |
| Boutros Ghali                                  | Primeiro-ministro do Egito                          | 21 de fevereiro de 1910                           | Cairo                              | Egito                                                  | Membro do Partido Nacional |                      |
| Piotr Stolípin                                 | Primeiro-ministro da Rússia                         | 18 de setembro de 1911                            | Kiev                               | Rússia                                                 | Dmitry Bogrov |                      |
| Ramón Cáceres                                  | Presidente da República Dominicana                  | 19 de novembro de 1911                            | Santo Domingo                      | República Dominicana                                   | Rebeldes |                      |
| José Canalejas                                 | Primeiro-ministro da Espanha                        | 12 de novembro de 1912                            | Madrid                             | Espanha                                                | Manuel Pardiñas |                      |
| Manuel Enrique Araujo                          | Presidente de El Salvador                           | 9 de fevereiro de 1913                            | San Salvador                       | El Salvador                                            | Mulatilo Virgilio, Fermin Perez e Fabian Graciano                                                                                  |                      |
| Francisco I. Madero                            | Presidente do México                                | 22 de fevereiro de 1913                           | Cidade do México                   | México                                                 | Francisco Cárdenas | [ 97 ]               |
| Jorge I                                        | Rei da Grécia                                       | 18 de março de 1913                               | Tessalônica                        | Grécia                                                 | Alexandros Schinas |                      |
| Mahmud Shevket Pasha                           | Grão-vizir do Império Otomano                       | 11 de junho de 1913                               | Istambul                           | Império Otomano                                        | Parente de Nazım Pasha |                      |
| Vilbrun Guillaume Sam                          | Presidente do Haiti                                 | 27 de julho de 1915                               | Porto Príncipe                     | Haiti                                                  | Numerosos assaltantes |                      |
| Karl von Stürgkh                               | Ministro-presidente da Cisleitânia                  | 21 de outubro de 1916                             | Viena                              | Áustria-Hungria                                        | Friedrich Adler |                      |
| Sidónio Pais                                   | Presidente de Portugal                              | 14 de dezembro de 1918                            | Lisboa                             | Portugal                                               | José Júlio da Costa |                      |
| Habibullah Khan                                | Emir do Afeganistão                                 | 20 de fevereiro de 1919                           | Laguemã                            | Afeganistão                                            | Mustafa Seghir |                      |
| Venustiano Carranza                            | Presidente do México                                | 21 de maio de 1920                                | Tlaxcalantongo                     | México                                                 | Rodolfo Herrero | [ 98 ]               |
| Eduardo Dato                                   | Primeiro-ministro da Espanha                        | 8 de março de 1921                                | Madrid                             | Espanha                                                | Lluís Nicolau, Pere Mateu, Ramon Casanelles                                                                                        |                      |
| António Granjo                                 | Primeiro-Ministro de Portugal                       | 19 de outubro de 1921                             | Lisboa                             | Portugal                                               | Noite Sangrenta |                      |
| Hara Takashi                                   | Primeiro-Ministro do Japão                          | 4 de novembro de 1921                             | Tóquio                             | Japão                                                  | Nakaoka Kon'ichi |                      |
| Michael Collins                                | Presidente do Governo Provisório                    | 22 de agosto de 1922                              | Condado de Cork                    | Irlanda                                                | Forças anti-tratado |                      |
| Nikólaos Strátos                               | Primeiro-ministro da Grécia                         | 15 de novembro de 1922                            | Atenas                             | Grécia                                                 | Revolução de 11 de Setembro de 1922                                                                                                |                      |
| Pétros Protopapadákis                          | Primeiro-ministro da Grécia                         | 15 de novembro de 1922                            | Atenas                             | Grécia                                                 | Revolução de 11 de Setembro de 1922                                                                                                |                      |
| Gabriel Narutowicz                             | Presidente da Polônia                               | 16 de dezembro de 1922                            | Varsóvia                           | Polônia                                                | Eligiusz Niewiadomski |                      |
| Aleksandar Stamboliyski                        | Primeiro-ministro da Bulgária                       | 14 de junho de 1923                               | Slavovitsa                         | Bulgária                                               | Golpe de Estado na Bulgária em 1923                                                                                                |                      |
| Lee Stack                                      | Governador do Sudão                                 | 19 de novembro de 1924                            | Cairo                              | Egito                                                  | Estudantes egípcios |                      |
| Symon Petliura                                 | Presidente da Ucrânia                               | 25 de maio de 1926                                | Paris                              | França                                                 | Sholom Schwartzbard |                      |
| Zhang Zuolin                                   | Presidente da República da China                    | 4 de junho de 1928                                | Shenyang                           | China                                                  | Incidente de Huanggutun |                      |
| Paul Doumer                                    | Presidente da França                                | 7 de maio de 1932                                 | Paris                              | França                                                 | Paul Gorguloff |                      |
| Inukai Tsuyoshi                                | Primeiro-Ministro do Japão                          | 15 de maio de 1932                                | Tóquio                             | Japão                                                  | Incidente de 15 de Maio |                      |
| Luis Miguel Sánchez Cerro                      | Presidente do Peru                                  | 30 de abril de 1933                               | Lima                               | Peru                                                   | Abelardo de Mendoza | [ 99 ]               |
| Maomé Nadir Xá                                 | Rei do Afeganistão                                  | 8 de novembro de 1933                             | Cabul                              | Afeganistão                                            | Abdul Khaliq Hazara |                      |
| Ion G. Duca                                    | Primeiro-ministro da Romênia                        | 30 de dezembro de 1933                            | Sinaia                             | Romênia                                                | Nicolae Constantinescu |                      |
| Engelbert Dollfuss                             | Chanceler da Áustria                                | 25 de julho de 1934                               | Viena                              | Áustria                                                | Golpe de Julho |                      |
| Alexandre I                                    | Rei da Iugoslávia                                   | 9 de outubro de 1934                              | Marselha                           | França                                                 | Vlado Chernozemski |                      |
| Armand Călinescu                               | Primeiro-ministro da Romênia                        | 21 de setembro de 1939                            | Bucareste                          | Romênia                                                | Membros da Guarda de Ferro |                      |
| Ahmad Maher Pasha                              | Primeiro-ministro do Egito                          | 24 de fevereiro de 1945                           | Cairo                              | Egito                                                  | Mahmoud El Essawy |                      |
| Ananda Mahidol                                 | Rei de Sião                                         | 9 de junho de 1946                                | Grande Palácio, Bangkok            | Tailândia                                              | Desconhecido |                      |
| Gualberto Villarroel López                     | Presidente da Bolívia                               | 21 de julho de 1946                               | La Paz                             | Bolívia                                                | Multidão organizada |                      |
| Aung San                                       | Premier da Birmânia                                 | 19 de julho de 1947                               | Rangum                             | Birmânia Britânica                                     | U Saw |                      |
| Yahya Muhammad Hamid ed-Din                    | Imame do Iêmen                                      | 17 de fevereiro de 1948                           | Saná                               | Iémen                                                  | Golpe Alwaziri |                      |
| Mahmoud El Nokrashy Pasha                      | Primeiro-ministro do Egito                          | 28 de dezembro de 1948                            | Cairo                              | Egito                                                  | Abdel Meguid Ahmed Hassan |                      |
| Husni al-Za'im                                 | Presidente da Síria                                 | 14 de agosto de 1949                              | Damasco                            | Síria                                                  | Golpe de Estado na Síria em março de 1949                                                                                          |                      |
| Muhsin al-Barazi                               | Primeiro-ministro da Síria                          | 14 de agosto de 1949                              | Damasco                            | Síria                                                  | Golpe de Estado na Síria em março de 1949                                                                                          |                      |
| Abdolhossein Hazhir                            | Primeiro-ministro do Irã                            | 5 de novembro de 1949                             | Teerã                              | Irã                                                    | Fada'iyan-e Islam |                      |
| Duncan Stewart                                 | Governador de Sarawak                               | 10 de dezembro de 1949                            | Sibu                               | Sarawak Britânico                                      | Rukun 13 |                      |
| Sami al-Hinnawi                                | Presidente da Síria                                 | 31 de outubro de 1950                             | Beirute                            | Líbano                                                 | Hersho al-Barazi |                      |
| Carlos Delgado Chalbaud                        | Presidente da Venezuela                             | 13 de novembro de 1950                            | Caracas                            | Venezuela                                              | Rafael Simón Urbina e Domingo Urbina.                                                                                              |                      |
| Haj Ali Razmara                                | Primeiro-ministro do Irã                            | 7 de março de 1951                                | Teerã                              | Irã                                                    | Fada'iyan-e Islam |                      |
| Riad Al Solh                                   | Primeiro-ministro do Líbano                         | 17 de julho de 1951                               | Amã                                | Jordânia                                               | Membro do Partido Social Nacionalista Sírio                                                                                        |                      |
| Abdullah I                                     | Rei da Jordânia                                     | 20 de julho de 1951                               | Jerusalém Oriental (ocupada)       | Jordânia                                               | Mustapha Shukari Usho |                      |
| Henry Gurney                                   | Alto-comissário para a Malaia                       | 6 de outubro de 1951                              | Fraser's Hill                      | Malaia                                                 | Partido Comunista Malaio |                      |
| Liaquat Ali Khan                               | Primeiro-ministro do Paquistão                      | 16 de outubro de 1951                             | Raualpindi                         | Paquistão                                              | Said Akbar Babrak |                      |
| José Antonio Remón                             | Presidente do Panamá                                | 2 de janeiro de 1955                              | Cidade do Panamá                   | Panamá                                                 | Desconhecido |                      |
| Anastasio Somoza García                        | Presidente da Nicarágua                             | 21 de setembro de 1956                            | León                               | Nicarágua                                              | Rigoberto López Pérez |                      |
| Carlos Castillo Armas                          | Presidente da Guatemala                             | 26 de julho de 1957                               | Cidade da Guatemala                | Guatemala                                              | Romeo Vásquez Sánchez | [ 100 ]              |
| Ibrahim Hashem                                 | Primeiro-ministro da Jordânia                       | 14 de junho de 1958                               | Bagdá                              | Iraque                                                 | Revolucionários |                      |
| Faisal II                                      | Rei do Iraque                                       | 14 de julho de 1958                               | Bagdá                              | Federação Árabe                                        | Revolução de 14 de Julho |                      |
| Nuri al-Said                                   | Primeiro-ministro do Iraque                         | 15 de julho de 1958                               | Bagdá                              | Iraque                                                 | Revolução de 14 de Julho |                      |
| S. W. R. D. Bandaranaike                       | Primeiro-ministro do Ceilão                         | 26 de setembro de 1959                            | Colombo                            | Ceilão                                                 | Talduwe Somarama |                      |
| Hazza' Majali                                  | Primeiro-ministro da Jordânia                       | 29 de agosto de 1960                              | Amã                                | Jordânia                                               | Explosão de bomba |                      |
| Patrice Lumumba                                | Primeiro-ministro da República Democrática do Congo | 5 de setembro de 1960                             | Élisabethville, Estado do Catanga  | República Democrática do Congo                         | Fuzilamento |                      |
| Abebe Aregai                                   | Primeiro-ministro da Etiópia                        | 17 de dezembro de 1960                            | Adis Abeba                         | Etiópia                                                | Golpe de Estado na Etiópia em 1960                                                                                                 |                      |
| Rafael Trujillo                                | Presidente da República Dominicana                  | 30 de maio de 1961                                | Ciudad Trujillo                    | República Dominicana                                   | Juan Tomás Díaz, Antonio de la Maza, Amado García Guerrero, Antonio Imbert Barrera                                                 |                      |
| Louis Rwagasore                                | Primeiro-ministro de Burundi                        | 13 de outubro de 1961                             | Bujumbura                          | Ruanda-Urundi                                          | Jean (Ioannis) Kageorgis |                      |
| Sylvanus Olympio                               | Presidente do Togo                                  | 13 de janeiro de 1963                             | Lomé                               | Togo                                                   | Golpe de Estado no Togo em 1963 |                      |
| Abdul Karim Kassem                             | Primeiro-ministro do Iraque                         | 9 de fevereiro de 1963                            | Bagdá                              | Iraque                                                 | Revolução Ramadã |                      |
| Ngo Dinh Diem                                  | Presidente da República do Vietnã                   | 2 de novembro de 1963                             | Saigon                             | Vietnã do Sul                                          | Golpe de Estado no Vietnã do Sul em 1963                                                                                           |                      |
| John F. Kennedy                                | Presidente dos Estados Unidos                       | 22 de novembro de 1963                            | Dallas                             | Estados Unidos                                         | Lee Harvey Oswald | [ 101 ]              |
| Jigme Palden Dorji                             | Primeiro-ministro do Butão                          | 6 de abril de 1964                                | Phuntsholing                       | Butão                                                  | Real Exército do Butão |                      |
| Hassan Ali Mansur                              | Primeiro-ministro do Irã                            | 27 de janeiro de 1965                             | Teerã                              | Irã                                                    | Fada'iyan-e Islam |                      |
| Abubakar Tafawa Balewa                         | Primeiro-ministro da Nigéria                        | 15 de janeiro de 1966                             | Lagos                              | Nigéria                                                | Golpe de Estado na Nigéria em 1966                                                                                                 |                      |
| Hendrik Frensch Verwoerd                       | Primeiro-ministro da África do Sul                  | 6 de setembro de 1966                             | Cidade do Cabo                     | África do Sul                                          | Dimitri Tsafendas |                      |
| Johnson Aguiyi-Ironsi                          | Chefe de Estado da Nigéria                          | 29 de julho de 1966                               | Lalupon                            | Nigéria                                                | Contragolpe na Nigéria em 1966 |                      |
| Abdirashid Ali Shermarke                       | Presidente da Somália                               | 15 de outubro de 1969                             | Las Anod                           | Somália                                                | Guarda-costas pessoais |                      |
| Wasfi al-Tal                                   | Primeiro-ministro da Jordânia                       | 28 de novembro de 1971                            | Cairo                              | Egito                                                  | Setembro Negro |                      |
| Abeid Karume                                   | Presidente de Zanzibar                              | 7 de abril de 1972                                | Zanzibar                           | Zanzibar                                               | Quatro pistoleiros |                      |
| Luis Carrero Blanco                            | Primeiro-ministro da Espanha                        | 20 de dezembro de 1973                            | Madrid                             | Espanha                                                | ETA |                      |
| Richard Ratsimandrava                          | Presidente de Madagáscar                            | 11 de fevereiro de 1975                           | Antananarivo                       | Madagáscar                                             | Forças de Segurança Republicanas                                                                                                   |                      |
| Faisal I                                       | Rei da Arábia Saudita                               | 25 de março de 1975                               | Riade                              | Arábia Saudita                                         | Faisal bin Musaid Al Saud |                      |
| François Tombalbaye                            | Presidente do Chade                                 | 13 de abril de 1975                               | N'Djamena                          | Chade                                                  | Golpe de Estado no Chade em 1975                                                                                                   |                      |
| Long Boret                                     | Primeiro-ministro do Camboja                        | 17 de abril de 1975                               | Phnom Penh                         | Camboja                                                | Execução por tiro |                      |
| Sheikh Mujibur Rahman                          | Presidente de Bangladesh                            | 15 de agosto de 1975                              | Dhaka                              | Bangladesh                                             | Exército de Bangladesh |                      |
| Haile Selassie                                 | Imperador da Etiópia                                | 27 de agosto de 1975                              | Adis Abeba                         | Etiópia                                                | Derg |                      |
| Muhammad Mansur Ali                            | Primeiro-ministro de Bangladesh                     | 3 de novembro de 1975                             | Daca                               | Bangladesh                                             | Exército de Bangladesh |                      |
| Murtala Mohammed                               | Chefe de Estado da Nigéria                          | 13 de fevereiro de 1976                           | Lagos                              | Nigéria                                                | Buka Suka Dimka |                      |
| Marien Ngouabi                                 | Presidente da República do Congo                    | 18 de março de 1977                               | Brazzaville                        | Congo-Brazzaville                                      | Comando suicida |                      |
| Ibrahim al-Hamdi                               | Presidente do Iêmen do Norte                        | 11 de outubro de 1977                             | Saná                               | Iêmen do Norte                                         | Desconhecido |                      |
| Mohammed Daoud Khan                            | Presidente do Afeganistão                           | 28 de abril de 1978                               | Cabul                              | Afeganistão                                            | Revolução de Saur |                      |
| Aldo Moro                                      | Primeiro-ministro da Itália                         | 9 de maio de 1978                                 | Roma                               | Itália                                                 | Brigadas Vermelhas |                      |
| Ali Soilih                                     | Presidente de Comores                               | 29 de maio de 1978                                | Moroni                             | Comores                                                | Coronel francês Bob Denard |                      |
| Ahmad al-Ghashmi                               | Presidente do Iêmen do Norte                        | 24 de junho de 1978                               | Saná                               | Iêmen do Norte                                         | Golpe militar |                      |
| Salim Rubai Ali                                | Presidente do Conselho Presidencial                 | 26 de junho de 1978                               | Adem                               | Iêmen do Sul                                           | Golpe |                      |
| Francisco Mendes                               | Primeiro-ministro da Guiné-Bissau                   | 7 de julho de 1978                                | Bissau                             | Guiné-Bissau                                           | Dissidentes do PAIGC |                      |
| Nur Muhammad Taraki                            | Primeiro-ministro do Afeganistão                    | 14 de setembro de 1979                            | Cabul                              | Afeganistão                                            | Golpe militar |                      |
| Park Chung-hee                                 | Presidente da Coreia do Sul                         | 26 de outubro de 1979                             | Seul                               | Coreia do Sul                                          | Kim Jae-gyu (chefe de segurança do presidente)                                                                                     |                      |
| Hafizullah Amin                                | Presidente do Afeganistão                           | 27 de dezembro de 1979                            | Cabul                              | Afeganistão                                            | Operação Shtorm-333 |                      |
| William Richard Tolbert, Jr.                   | Presidente da Libéria                               | 12 de abril de 1980                               | Monróvia                           | Libéria                                                | Golpe de Estado na Libéria em 1980                                                                                                 |                      |
| Sultan Ibraimov                                | Primeiro-ministro do Quirguistão                    | 4 de dezembro de 1980                             | Cholpon-Ata                        | RSS do Quirguistão                                     | KGB (suspeita) |                      |
| Ziaur Rahman                                   | Presidente do Bangladesh                            | 30 de maio de 1981                                | Chitagongue                        | Bangladesh                                             | Facção de oficiais do Exército de Bangladexe                                                                                       |                      |
| Mohammad-Javad Bahonar                         | Primeiro-ministro do Irã                            | 30 de agosto de 1981                              | Teerã                              | Irã                                                    | Organização dos Mujahidin do Povo Iraniano                                                                                         |                      |
| Mohammad-Ali Rajai                             | Presidente do Irã                                   | 30 de agosto de 1981                              | Teerã                              | Irã                                                    | Organização dos Mujahidin do Povo Iraniano                                                                                         |                      |
| Anwar Al Sadat                                 | Presidente do Egito                                 | 6 de outubro de 1981                              | Cairo                              | Egito                                                  | Khalid al-Islambouli |                      |
| Maurice Bishop                                 | Primeiro-ministro de Granada                        | 19 de outubro de 1983                             | St. George's                       | Granada                                                | Golpe |                      |
| Indira Gandhi                                  | Primeiro Ministro da Índia                          | 31 de outubro de 1984                             | Nova Deli                          | Índia                                                  | Satwant Singh e Beant Singh (guarda-costas pessoais)                                                                               |                      |
| Haruo Remeliik                                 | Presidente de Palau                                 | 30 de junho de 1985                               | Koror                              | Palau                                                  | Desconhecido |                      |
| Olof Palme                                     | Primeiro-ministro da Suécia                         | 28 de fevereiro de 1986                           | Estocolmo                          | Suécia                                                 | Suspeito oficial: Stig Engström |                      |
| Rashid Karami                                  | Primeiro-ministro do Líbano                         | 1 de junho de 1987                                | Beirute                            | Líbano                                                 | Carro-bomba plantado por militante não identificado                                                                                |                      |
| Thomas Sankara                                 | Presidente de Burquina Fasso                        | 15 de outubro de 1987                             | Uagadugu                           | Burquina Fasso                                         | Blaise Compaoré |                      |
| René Moawad                                    | Presidente do Líbano                                | 22 de novembro de 1989                            | Beirute                            | Líbano                                                 | Carro bomba |                      |
| Ahmed Abdallah                                 | Presidente de Comores                               | 26 de novembro de 1989                            | Moroni                             | Comores                                                | Golpe |                      |
| Samuel Kanyon Doe                              | Presidente da Libéria                               | 9 de setembro de 1990                             | Monróvia                           | Libéria                                                | Prince Y. Johnson |                      |
| Mohamed Boudiaf                                | Presidente da Argélia                               | 29 de junho de 1992                               | Annaba                             | Argélia                                                | Lambarek Boumaarafi |                      |
| Ranasinghe Premadasa                           | Presidente do Sri Lanka                             | 1 de maio de 1993                                 | Colombo                            | Sri Lanka                                              | Tigres de Liberação do Tamil Eelam                                                                                                 |                      |
| Melchior Ndadaye                               | Presidente do Burúndi                               | 21 de outubro de 1993                             | Bujumbura                          | Burundi                                                | Tentativa de golpe de Estado no Burundi em 1993                                                                                    |                      |
| Juvénal Habyarimana                            | Presidente de Ruanda                                | 6 de abril de 1994                                | Quigali                            | Ruanda                                                 | Atentado de 6 de abril de 1994 |                      |
| Cyprien Ntaryamira                             | Presidente do Burúndi                               | 6 de abril de 1994                                | Quigali                            | Ruanda                                                 | Atentado de 6 de abril de 1994 |                      |
| Agathe Uwilingiyimana                          | Primeiro-ministro de Ruanda                         | 7 de abril de 1994                                | Quigali                            | Ruanda                                                 | Forças Ruandesas de Defesa |                      |
| Yitzhak Rabin                                  | Primeiro-ministro de Israel                         | 4 de novembro de 1995                             | Tel Aviv                           | Israel                                                 | Yigal Amir |                      |
| Ibrahim Baré Maïnassara                        | Presidente do Níger                                 | 9 de abril de 1999                                | Niamei                             | Níger                                                  | Golpe de Estado no Níger em 1999                                                                                                   |                      |
| Vazgen Sargsyan                                | Primeiro-ministro da Armênia                        | 27 de outubro de 1999                             | Erevã                              | Armênia                                                | Nairi Hunanyan |                      |
| Laurent-Désiré Kabila                          | Presidente da República Democrática do Congo        | 16 de janeiro de 2001                             | Quinxassa                          | República Democrática do Congo                         | Rashidi Muzele |                      |
| Birendra                                       | Rei do Nepal                                        | 1 de junho de 2001                                | Palácio Narayanhiti, Catmandu      | Nepal                                                  | Dipendra |                      |
| Zoran Đinđić                                   | Primeiro-ministro da Sérvia                         | 12 de março de 2003                               | Belgrado                           | Sérvia e Montenegro                                    | Zvezdan Jovanović |                      |
| João Bernardo Vieira                           | Presidente da Guiné-Bissau                          | 2 de março de 2009                                | Bissau                             | Guiné-Bissau                                           | Forças armadas da Guiné-Bissau |                      |
| Muammar al-Gaddafi                             | Líder Fraternal e Guia da Revolução                 | 20 de outubro de 2011                             | Líbia                              | Líbia                                                  | Conselho Nacional de Transição |                      |
| Idriss Déby                                    | Presidente do Chade                                 | 20 de abril de 2021                               |                                    | Chade                                                  | Frente pela Alternância e Concórdia no Chade                                                                                       | [ 102 ]              |
| Jovenel Moïse                                  | Presidente do Haiti                                 | 7 de julho de 2021                                | Porto Príncipe                     | Haiti                                                  | Desconhecido | [ 103 ]              |
| Shinzo Abe                                     | Ex primeiro-ministro do Japão                       | 8 de julho de 2022                                | Nara                               | Japão                                                  | |                      |

## Galeria

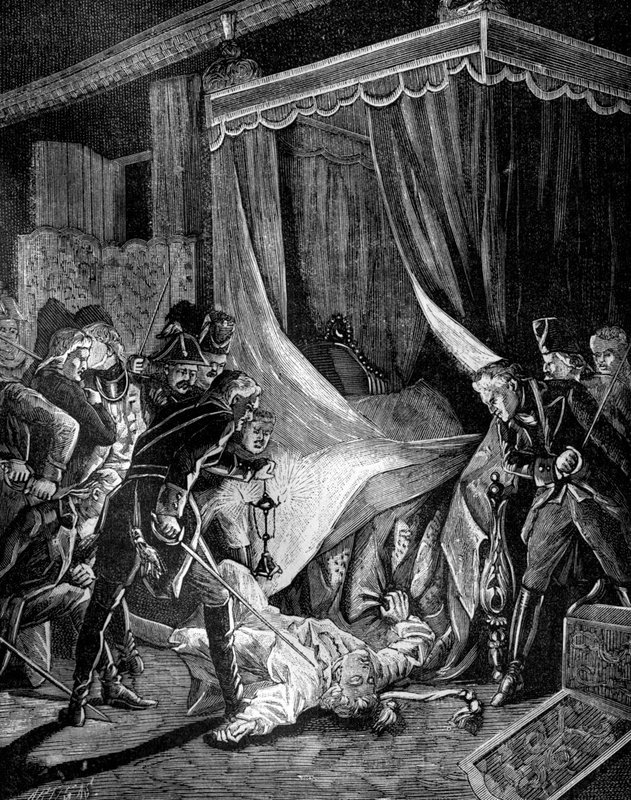
Assassinato de Paulo I em 23 de março de 1801, Castelo Mikhailovsky, São Petersburgo, Império Russo
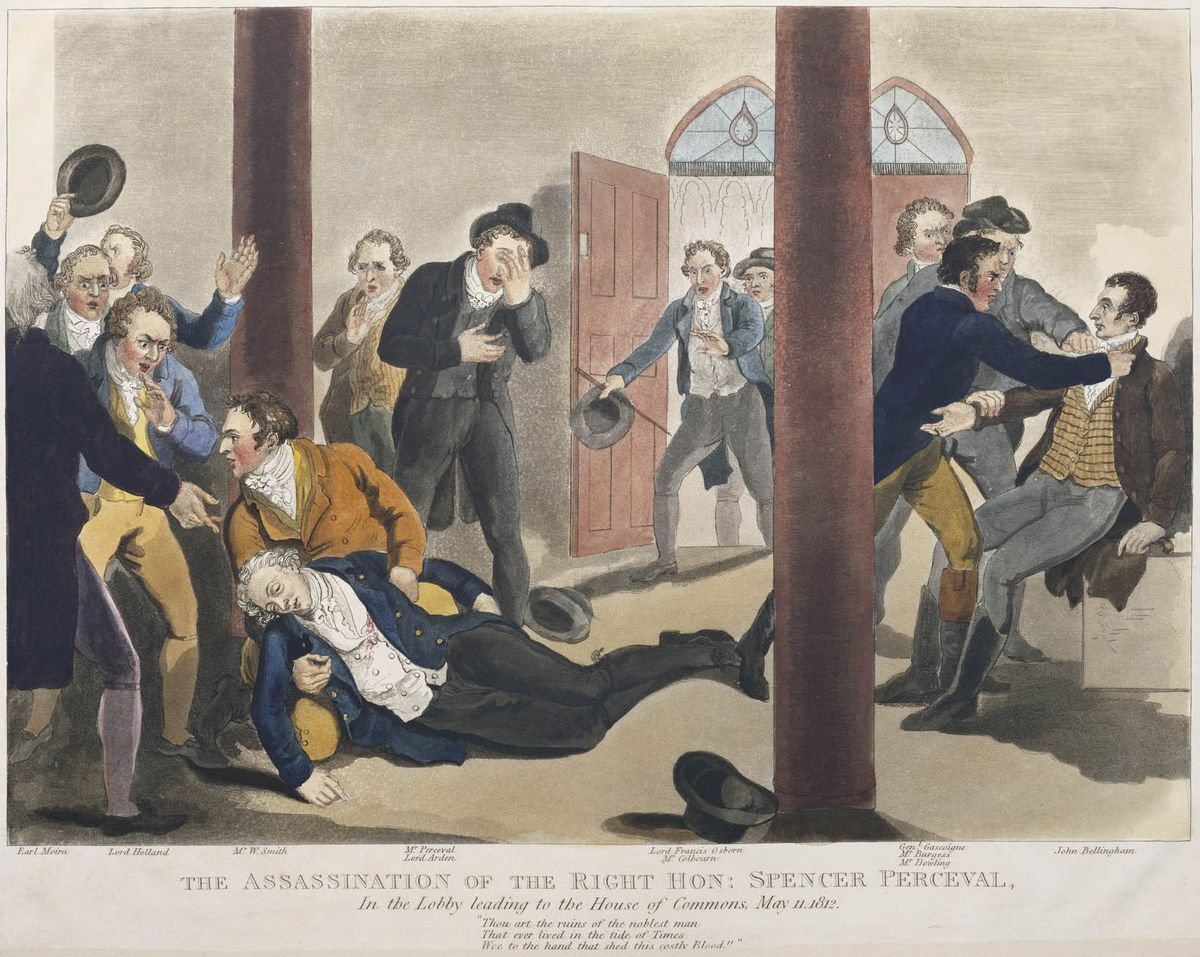
Assassinato de Spencer Perceval em 11 de maio de 1812, Câmara dos Comuns, Westminster, Reino Unido
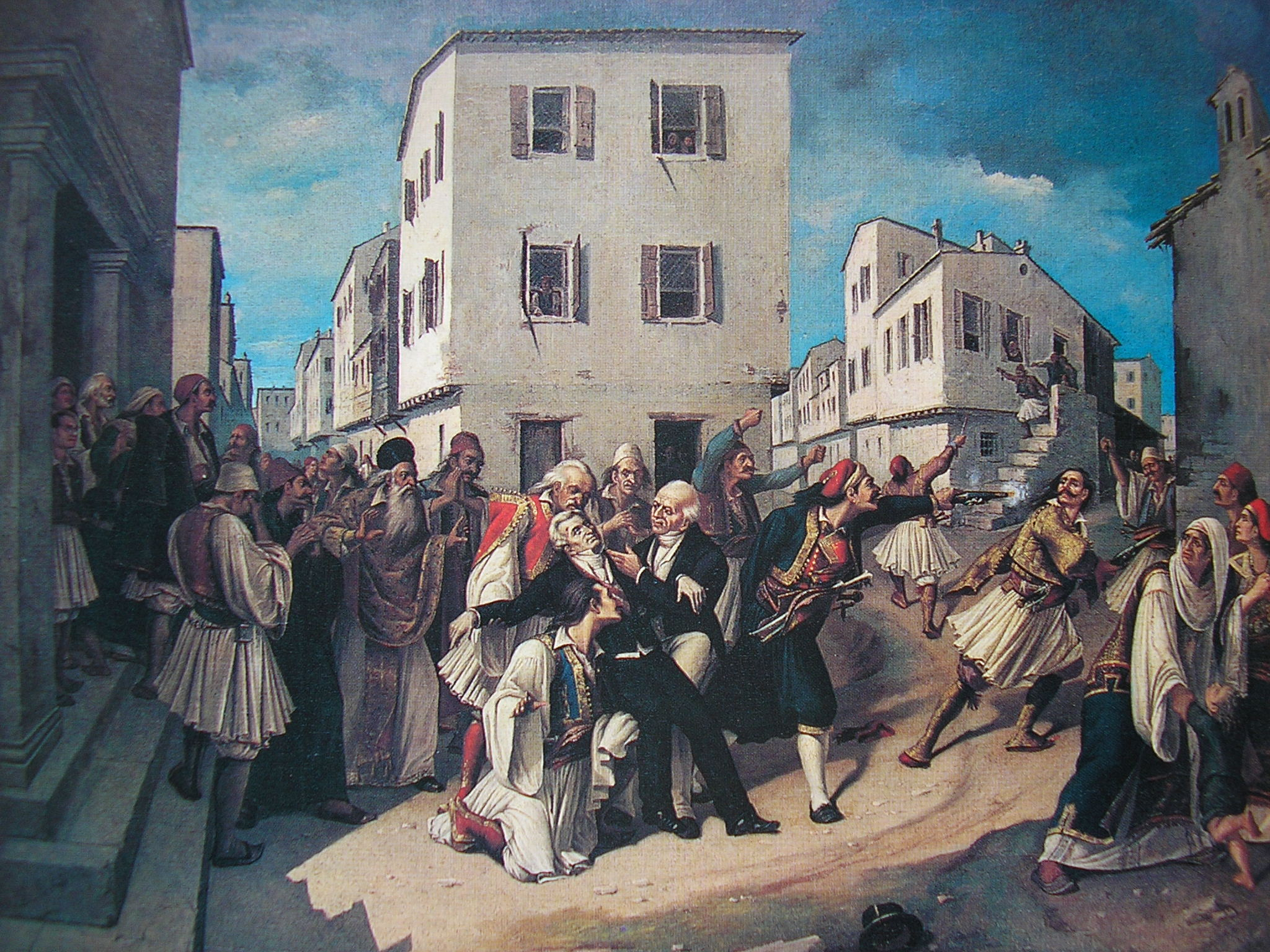
Assassinato de Ioánnis Kapodístrias em 9 de outubro de 1831, Náuplia, Grécia
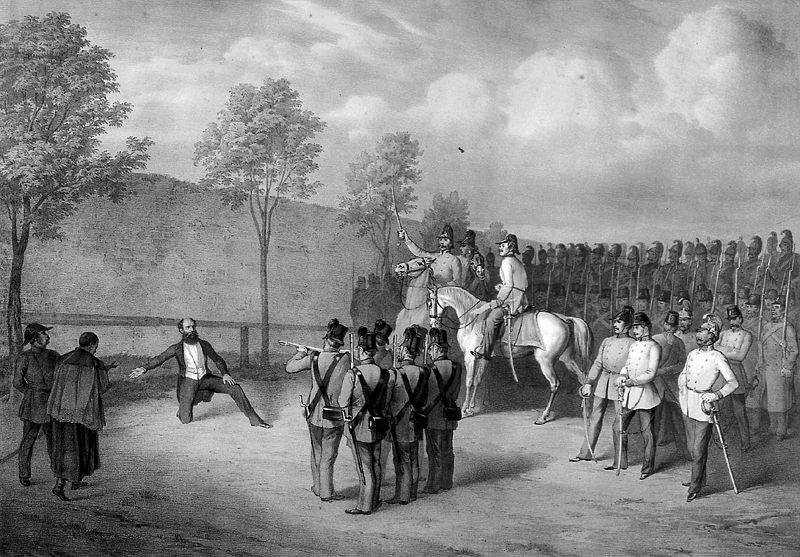
Execução de Lajos Batthyány em 6 de outubro de 1849, Peste, Império Austríaco
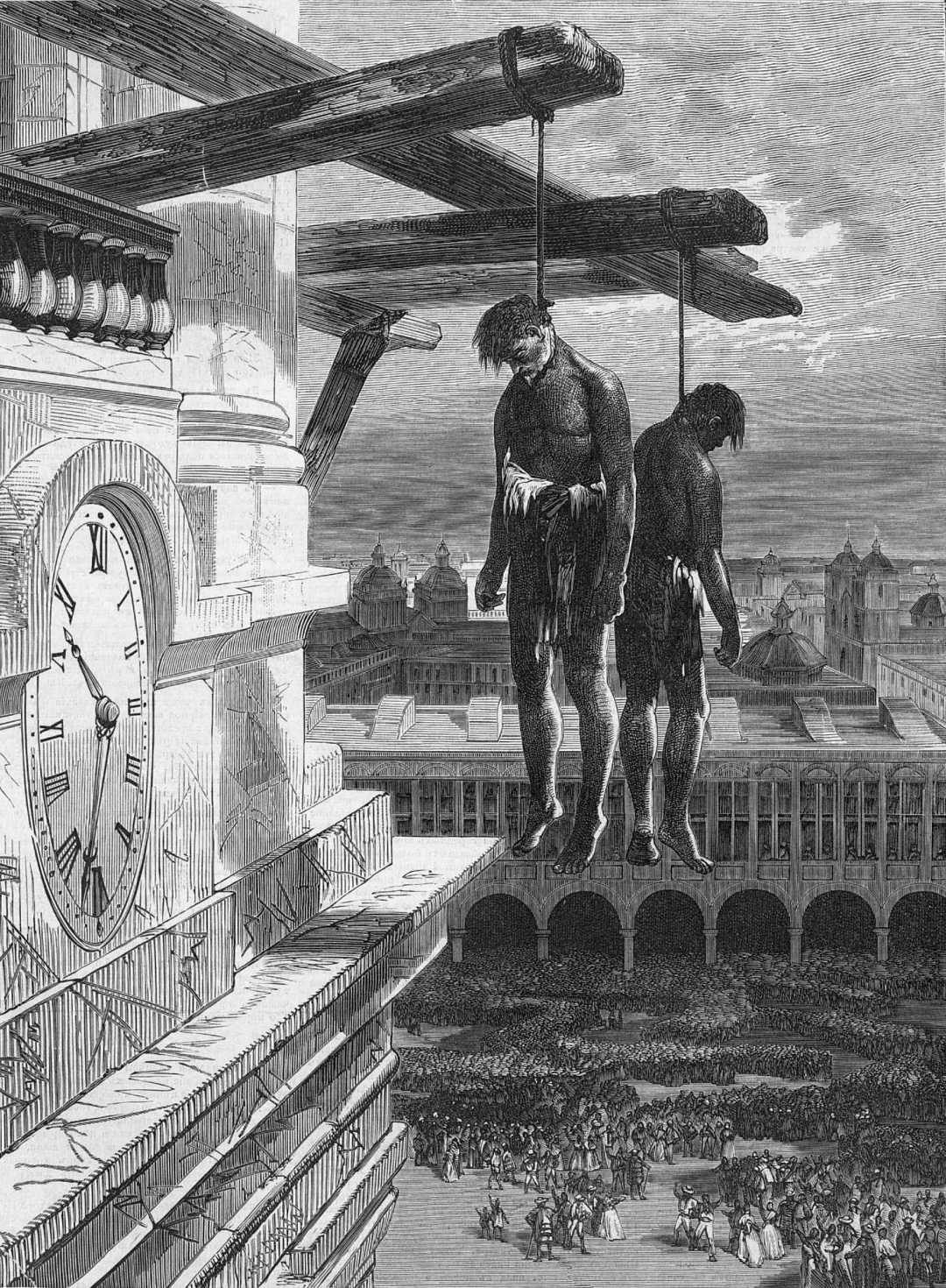
Enforcamento de Tomás Gutiérrez em 26 de julho de 1872, Lima, Peru
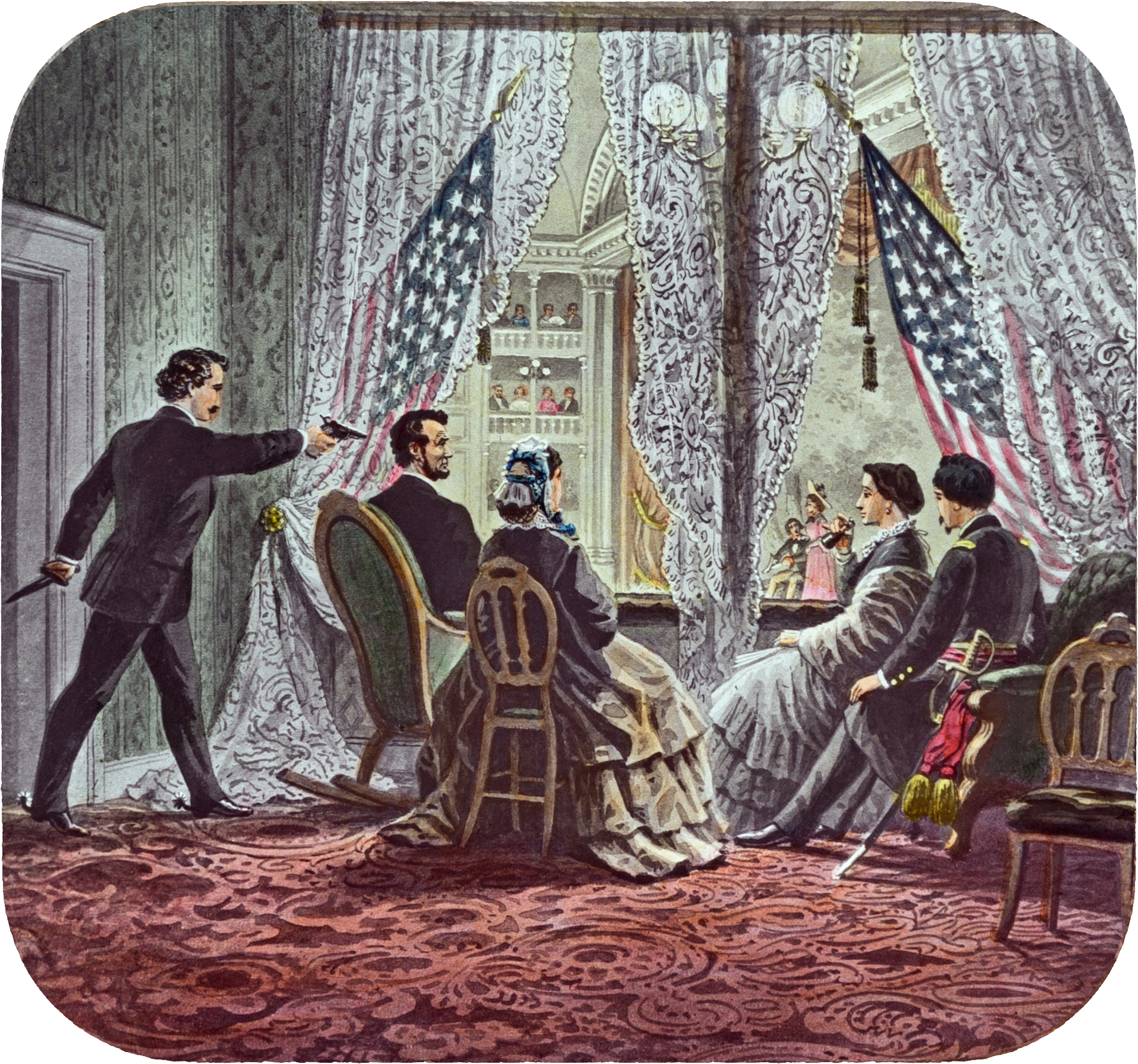
Assassinato de Abraham Lincoln em 14 de abril de 1865, Teatro Ford, Washington, D.C., Estados Unidos
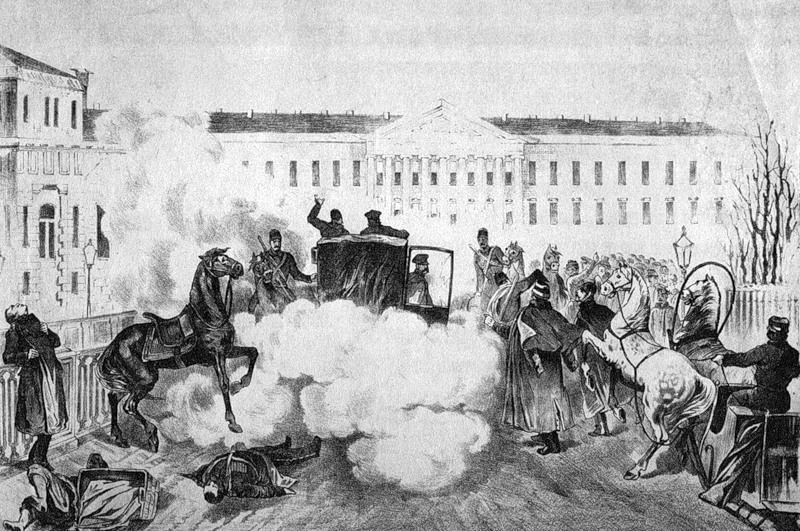
Assassinato de Alexandre II em 13 de março de 1881, São Petersburgo, Império Russo
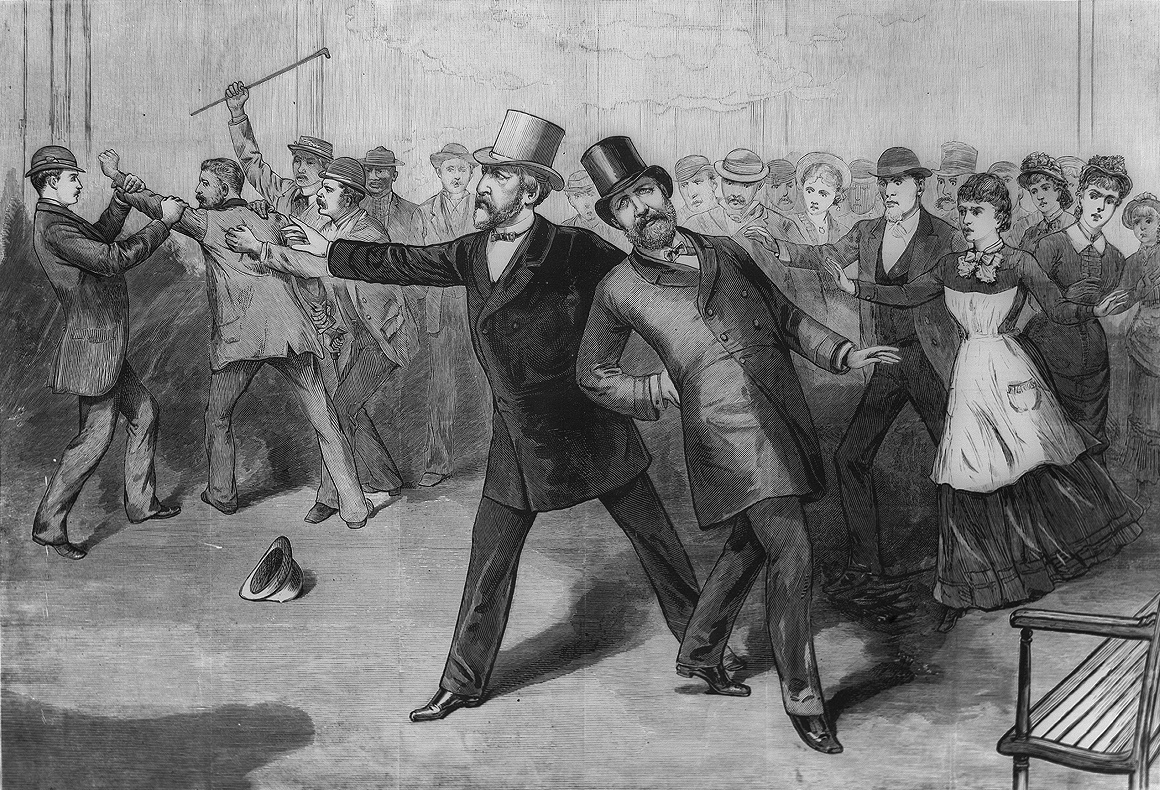
Assassinato de James A. Garfield em 2 de julho de 1881, Estação Baltimore and Potomac Railroad, Washington, D.C., Estados Unidos
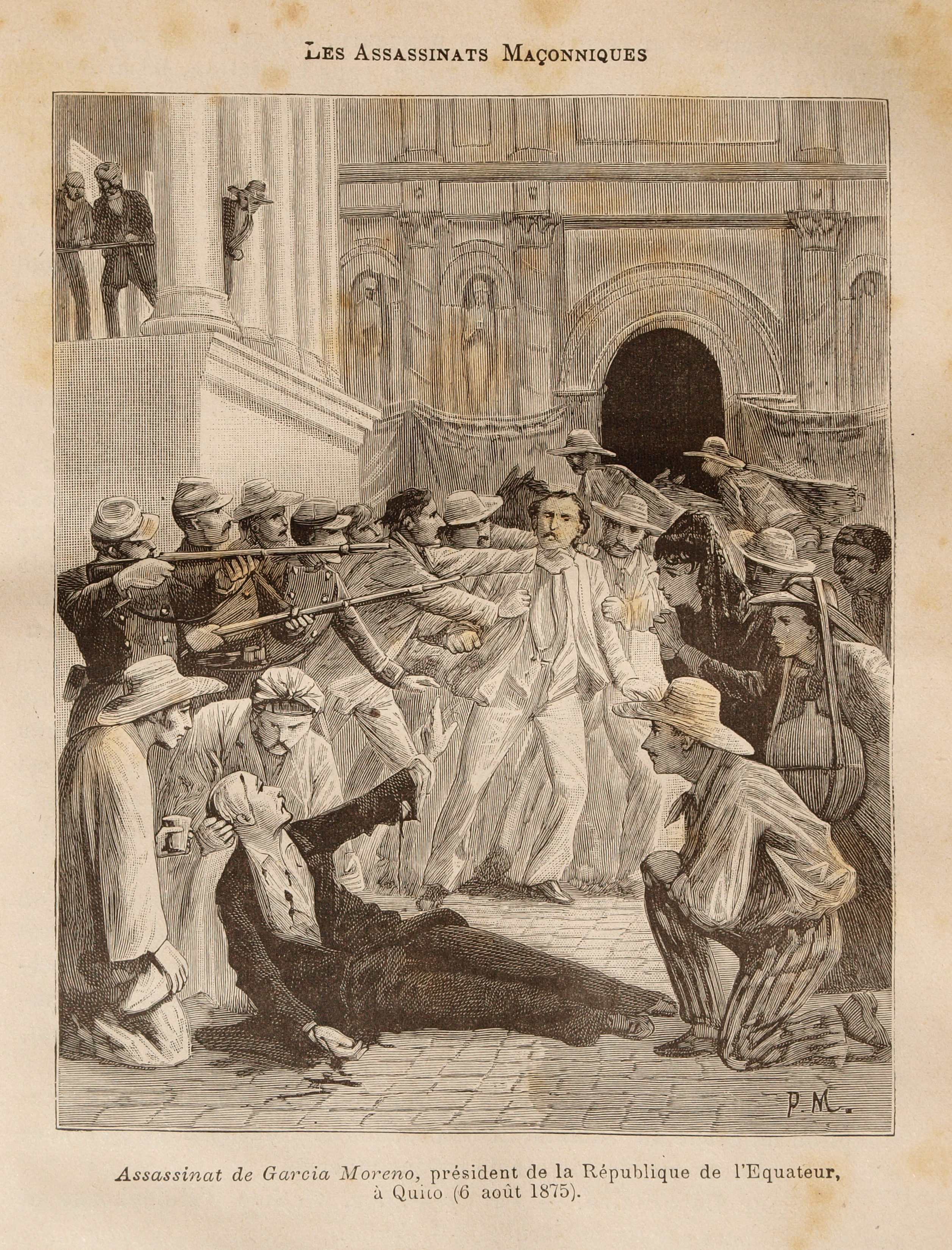
Assassinato de Gabriel García Moreno em 6 de agosto de 1875, Palácio de Carondelet, Quito, Equador
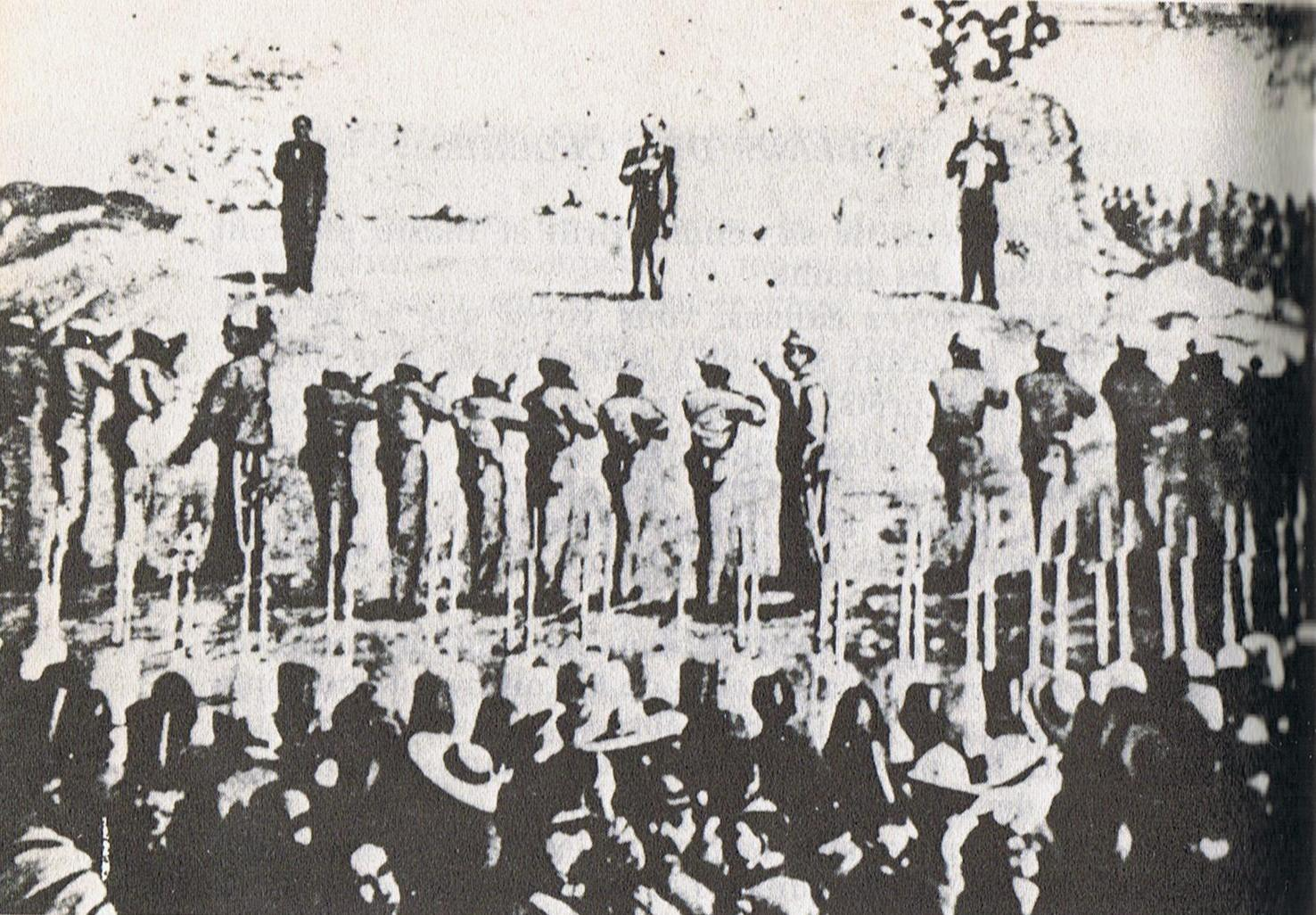
Execução de Maximiliano I em 19 de junho de 1867, Santiago de Querétaro, México
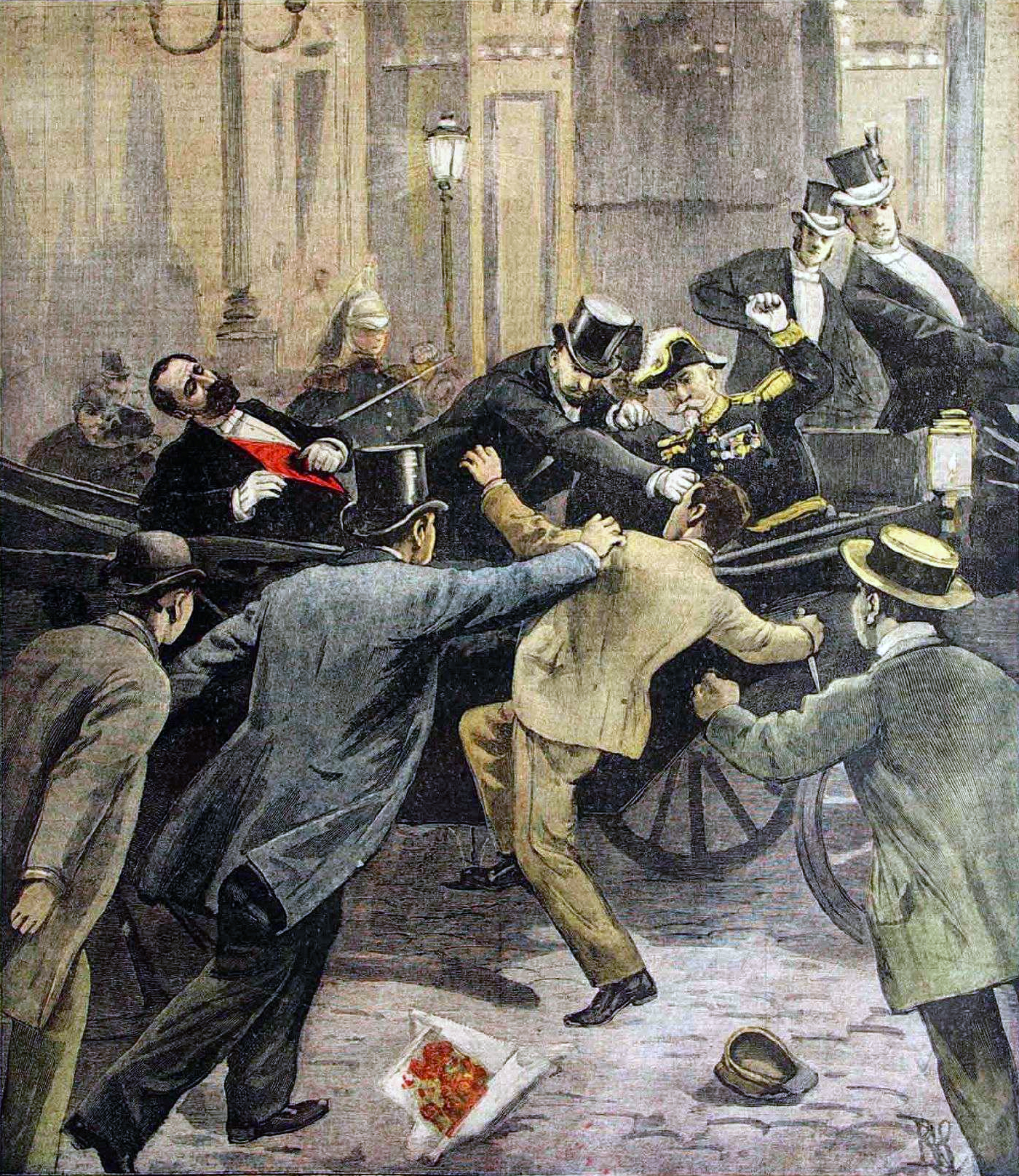
Assassinato de Marie François Sadi Carnot em 25 de junho de 1894, Lyon, França
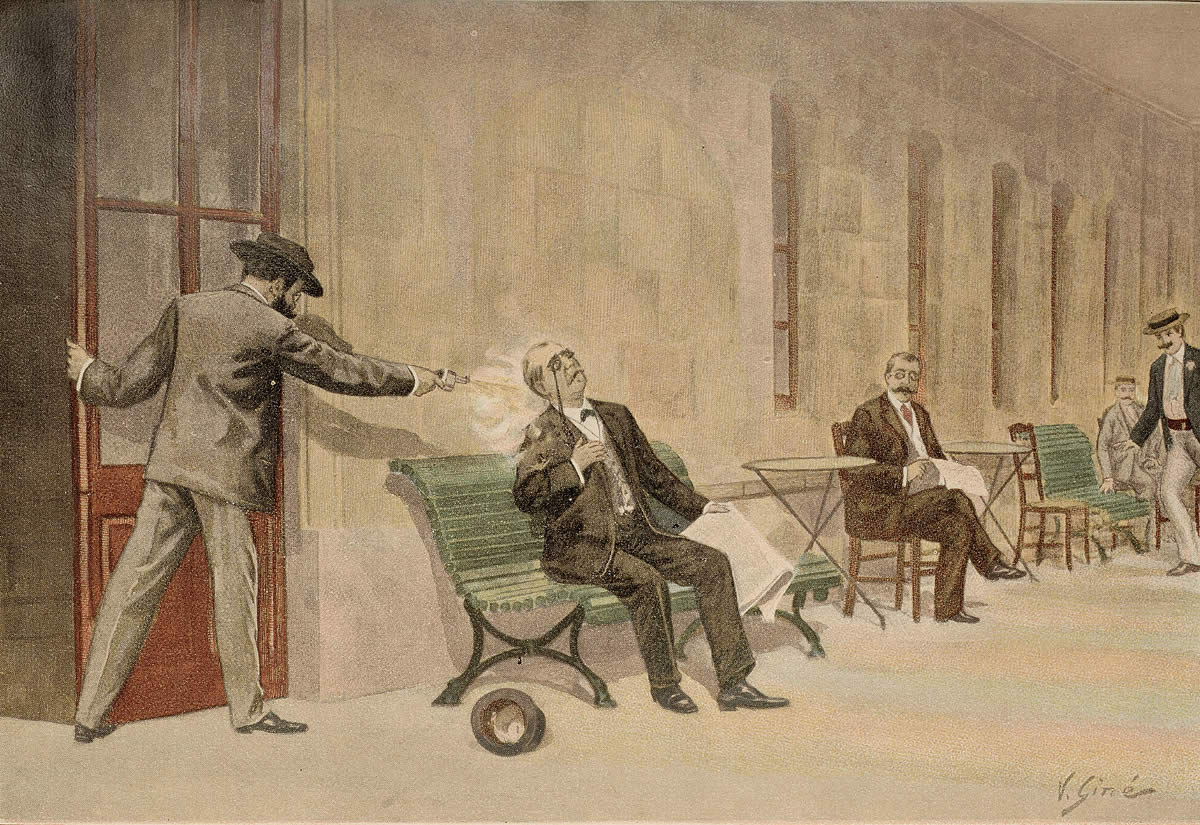
Assassinato de Antonio Cánovas del Castillo em 8 de agosto de 1897, Mondragón, Espanha
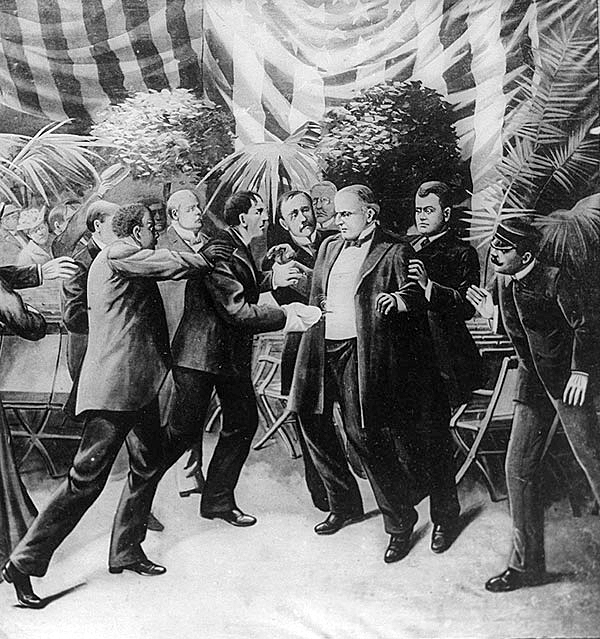
Assassinato de William McKinley em 14 de setembro de 1901, Exposição Panamericana, Buffalo, Nova Iorque, Estados Unidos
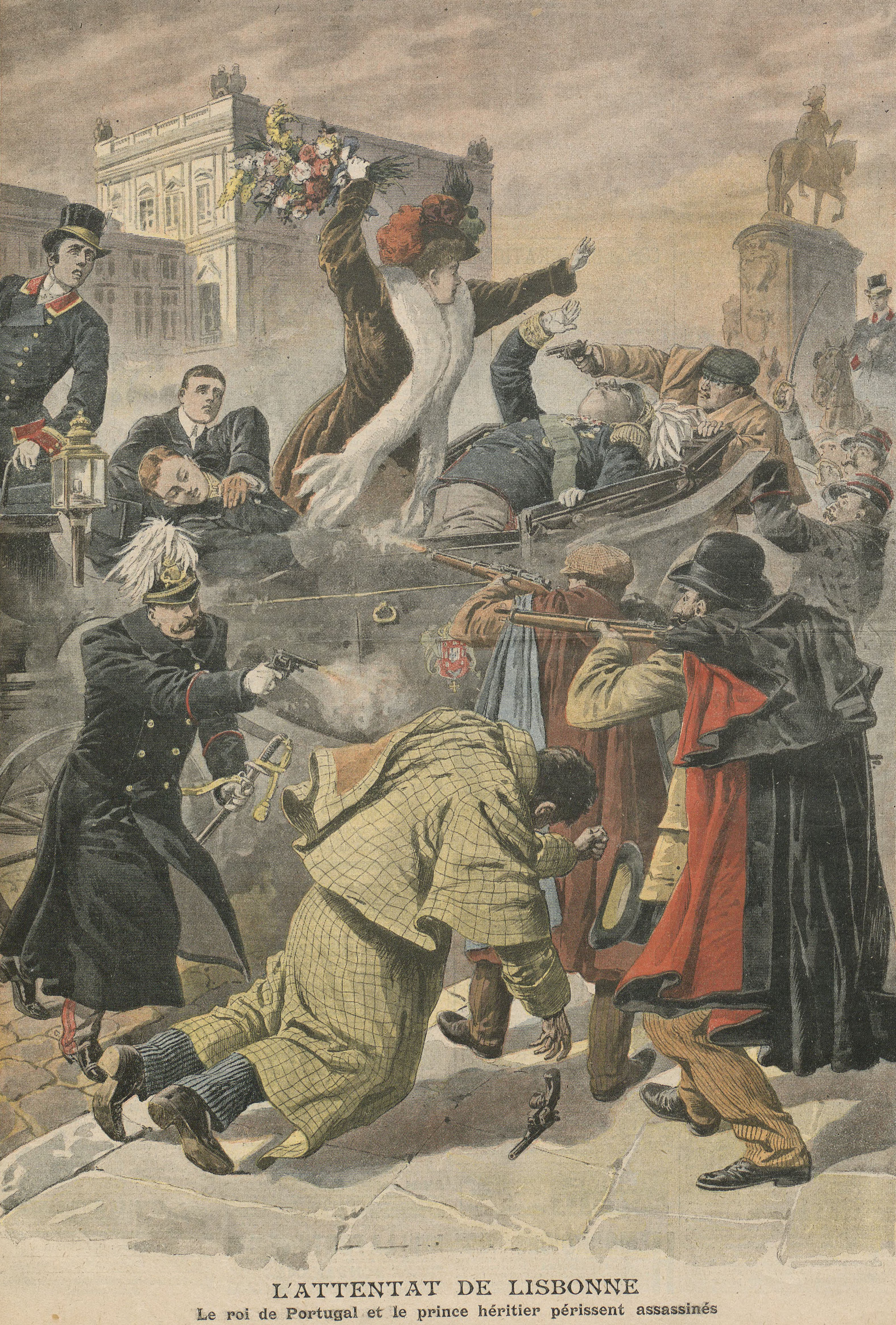
Assassinato de Carlos I em 1º de fevereiro de 1908, Terreiro do Paço, Lisboa, Portugal
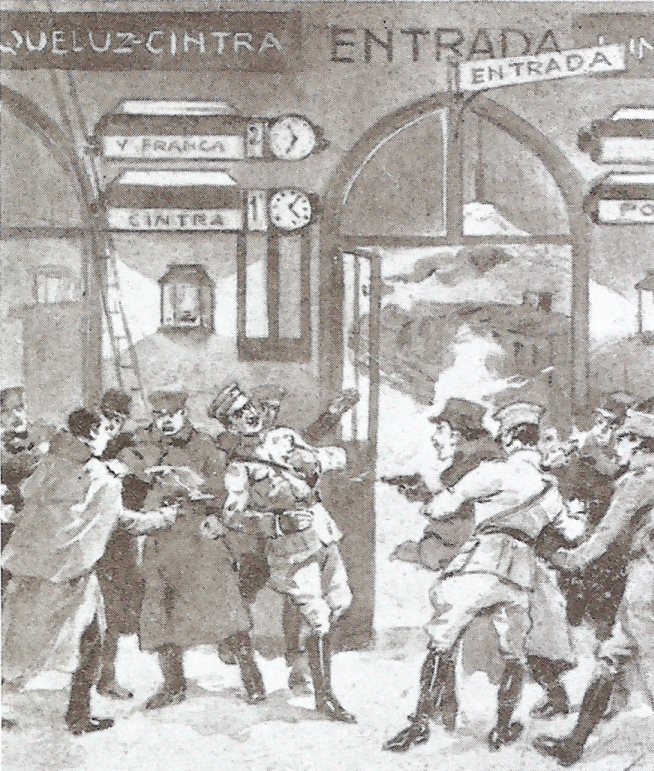
Assassinato de Sidónio Pais em 14 de dezembro de 1918, Estação Ferroviária do Rossio, Lisboa, Portugal
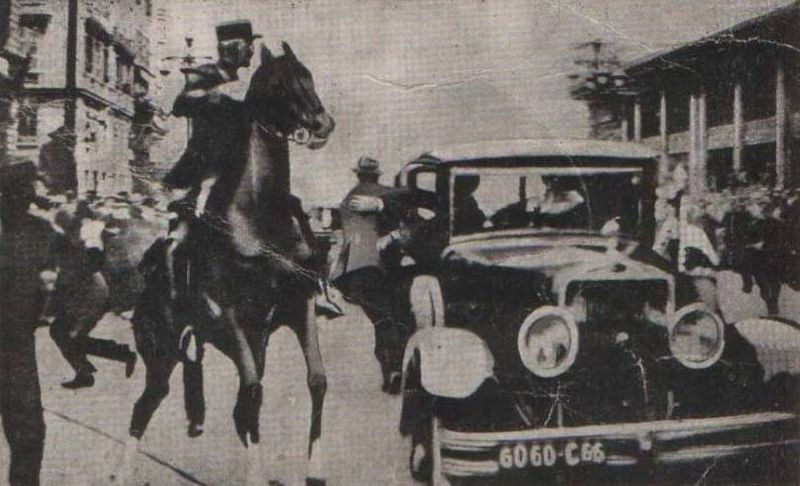
Assassinato de Alexandre I e Louis Barthou em 9 de outubro de 1934, Marselha, França
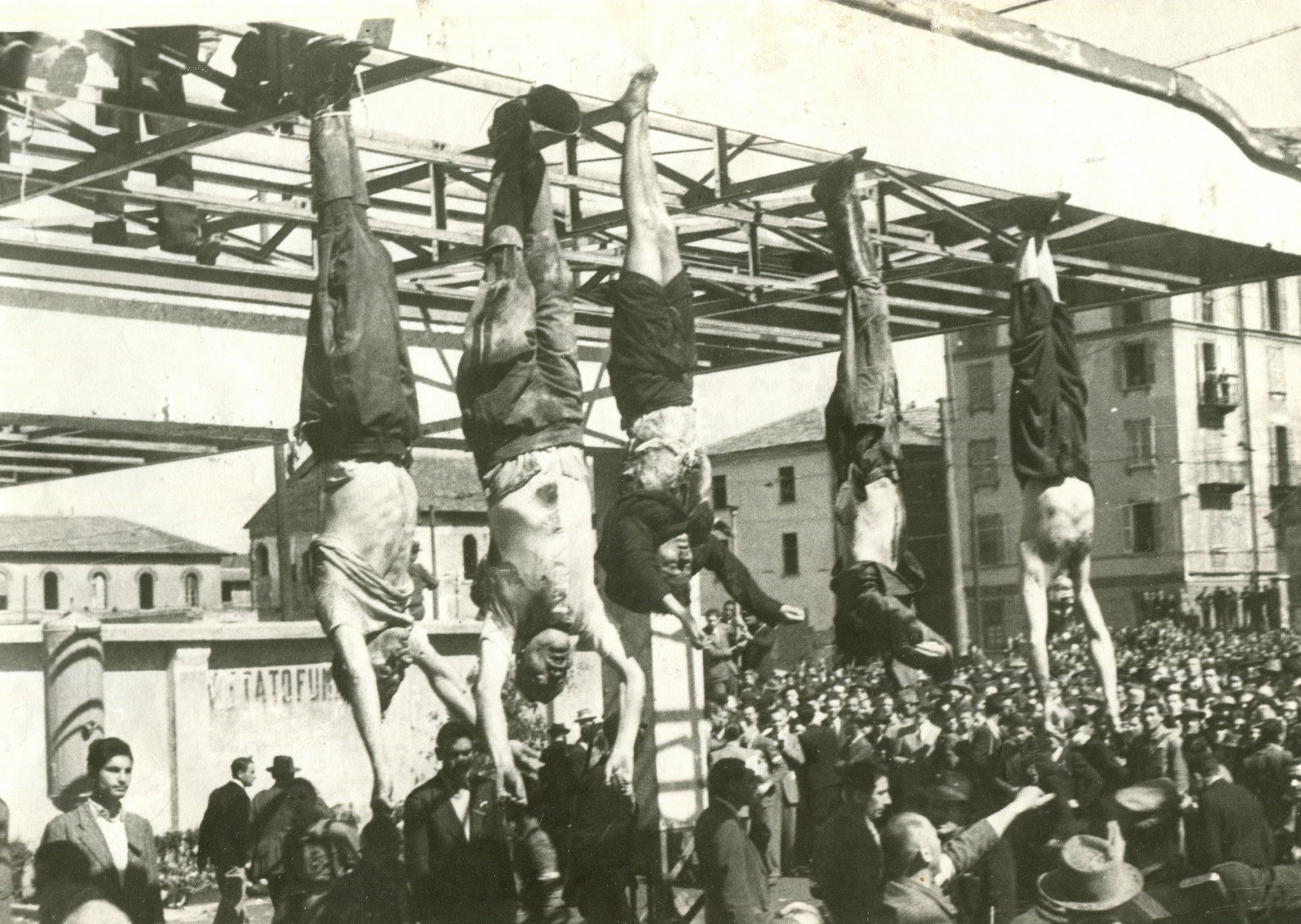
Execução de Benito Mussolini em 28 de abril de 1945, Giulino, Itália
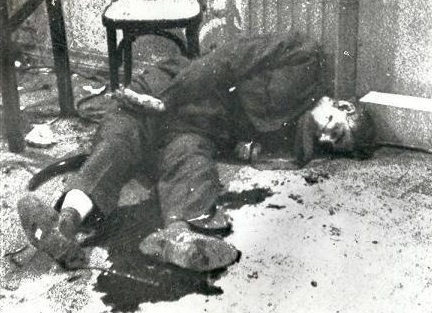
Corpo executado de Abdul Karim Kassem em 9 de fevereiro de 1963, Bagdá, Iraque
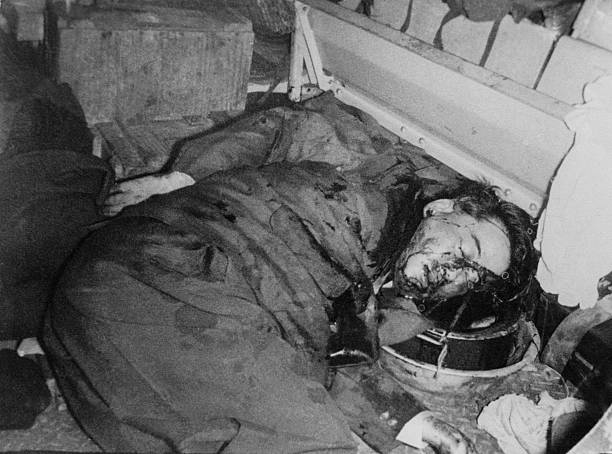
Corpo executado de Ngô Đình Diệm em 2 de novembro de 1963, Saigon, Vietnã do Sul
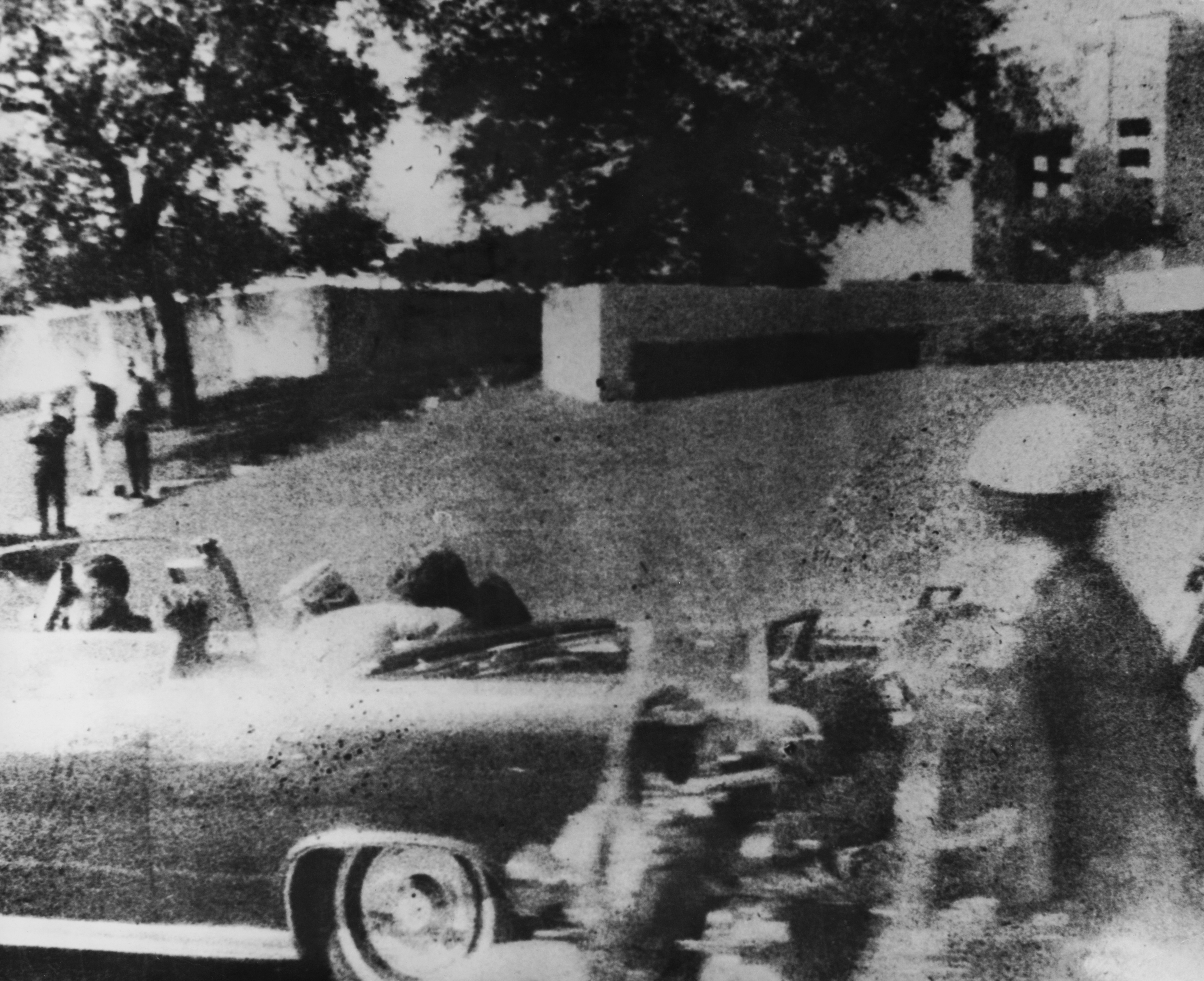
Assassinato de John F. Kennedy em 22 de novembro de 1963, Dallas, Texas, Estados Unidos